# Thor

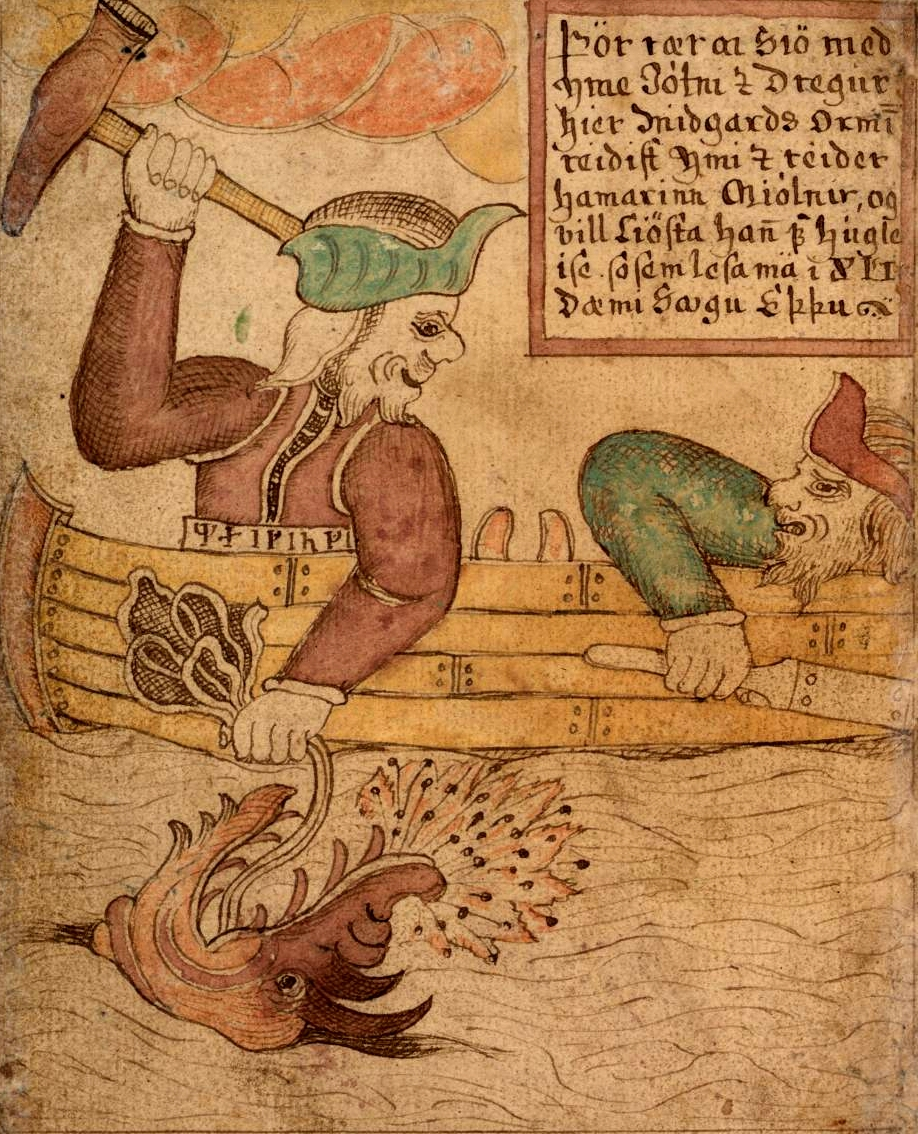
Thor vecht met zijn hamer (Mjöllnir) tegen de Midgaardslang, manuscript uit IJsland uit de 18e eeuw

Thor (runen: þonar ᚦᛟᚾᚨᚱ), in het Oudhoogduits en Fries Tonger, in de Continentale Germaanse mythologie Donar of Thonar, in het Oudnoords Þórr, in het Oudsaksisch Thunaer of Thunar is de dondergod in de Noordse en Germaanse mythologie. Al deze namen stammen uiteindelijk van het Proto-Germaanse theonym *Þun(a)raz: 'donder'. Hij is een zoon van Wodan en de aardgodin Fjorgyn. In de apocriefe Friese geschiedschrijving stelde men hem gelijk aan de (fictieve) god Stavo, die in Stavoren vereerd zou zijn. 
Als kind was hij al sterk en daarnaast moeilijk opvoedbaar. Daarom werd hij opgevoed door twee bliksemgeesten, Vingnir en Hlora. Hij groeide uit tot een enorme man, bijna een reus, met dezelfde kracht, en zijn hamer Mjölnir maakte hem nog sterker.
Thor was bevriend met Loki en zijn favoriete bezigheid was het doodslaan van reuzen. Hij staat voor ordeschepper tegenover de chaos.

## Verhalen

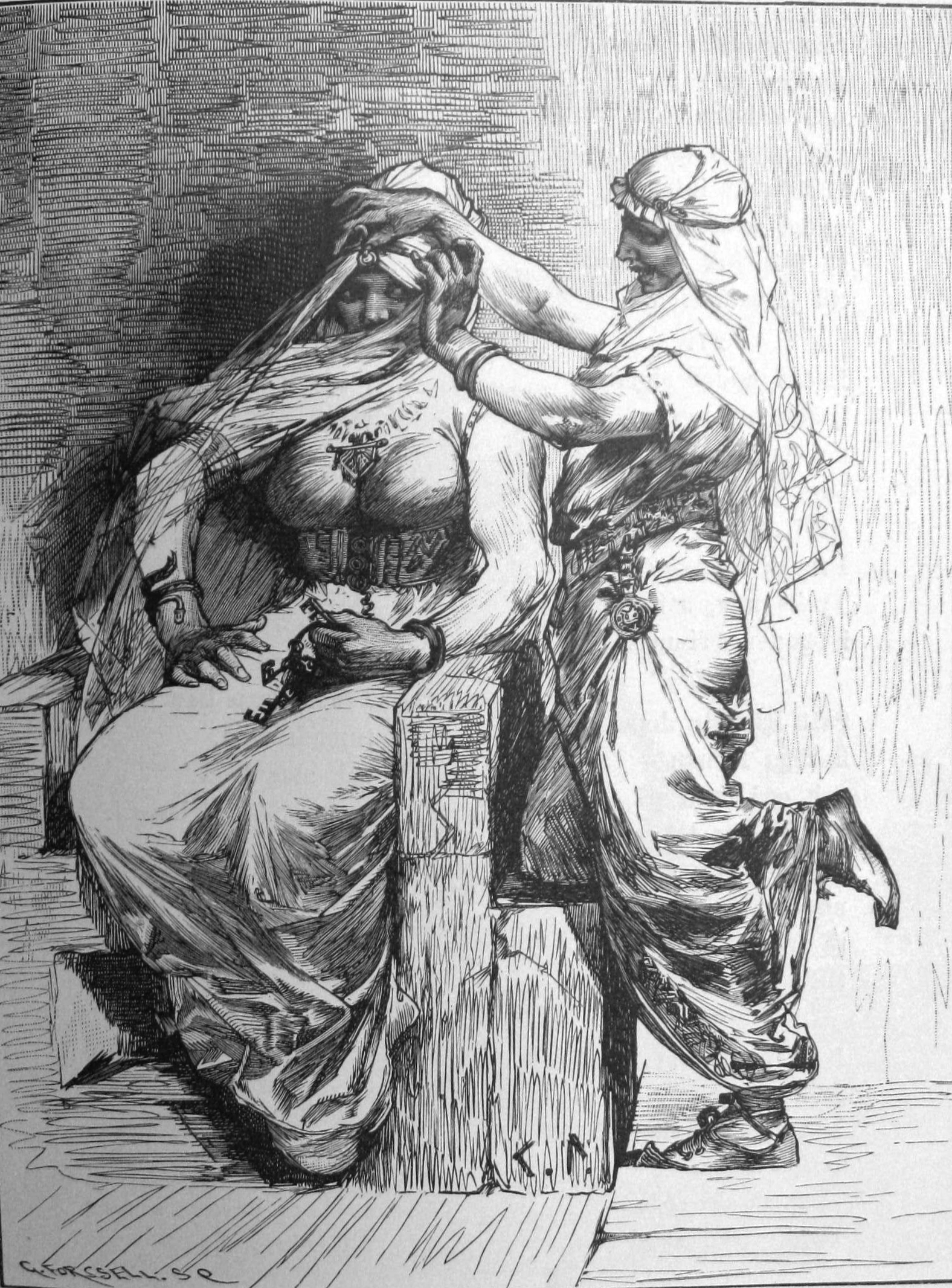
Thor verkleed als Freya, ook Loki is verkleed als vrouw, Poetic Edda, Carl Larsson, 1893

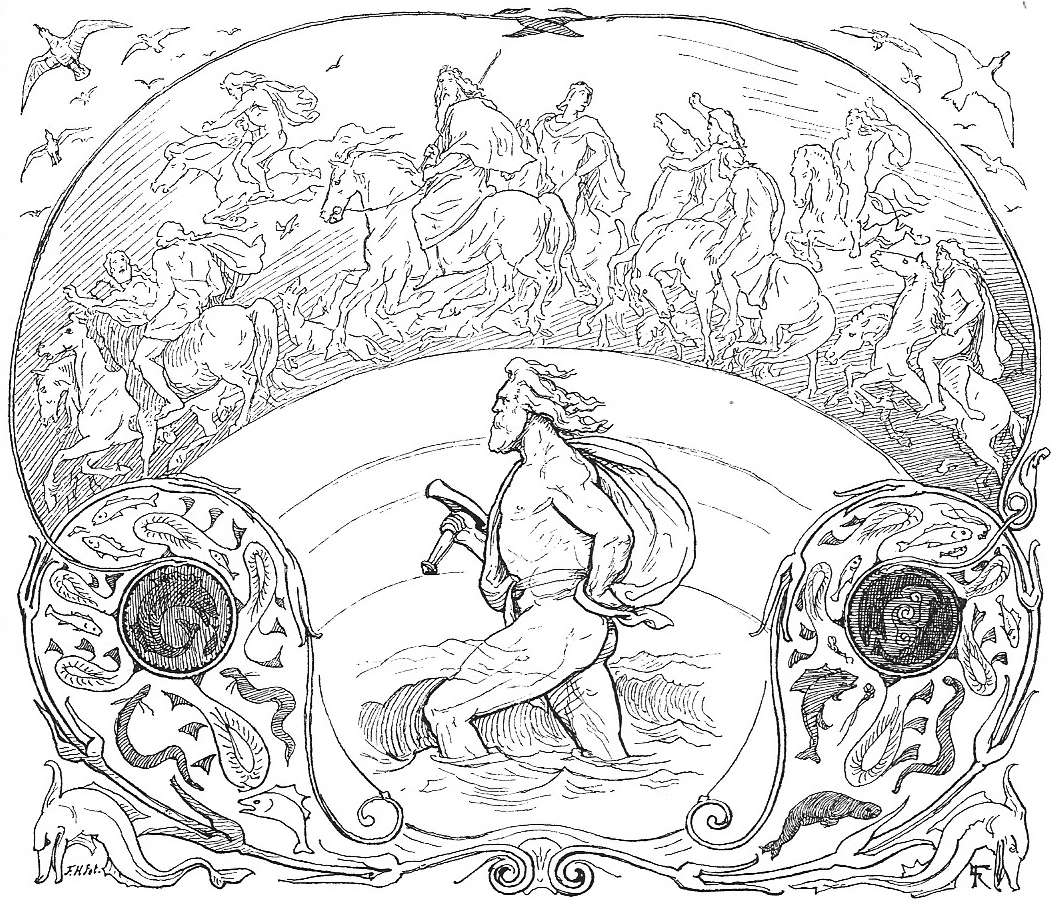
Thor waadt door rivieren, terwijl de andere Asen over Bifröst rijden, Den ældre Eddas Gudesange, Lorenz Frølich, 1895

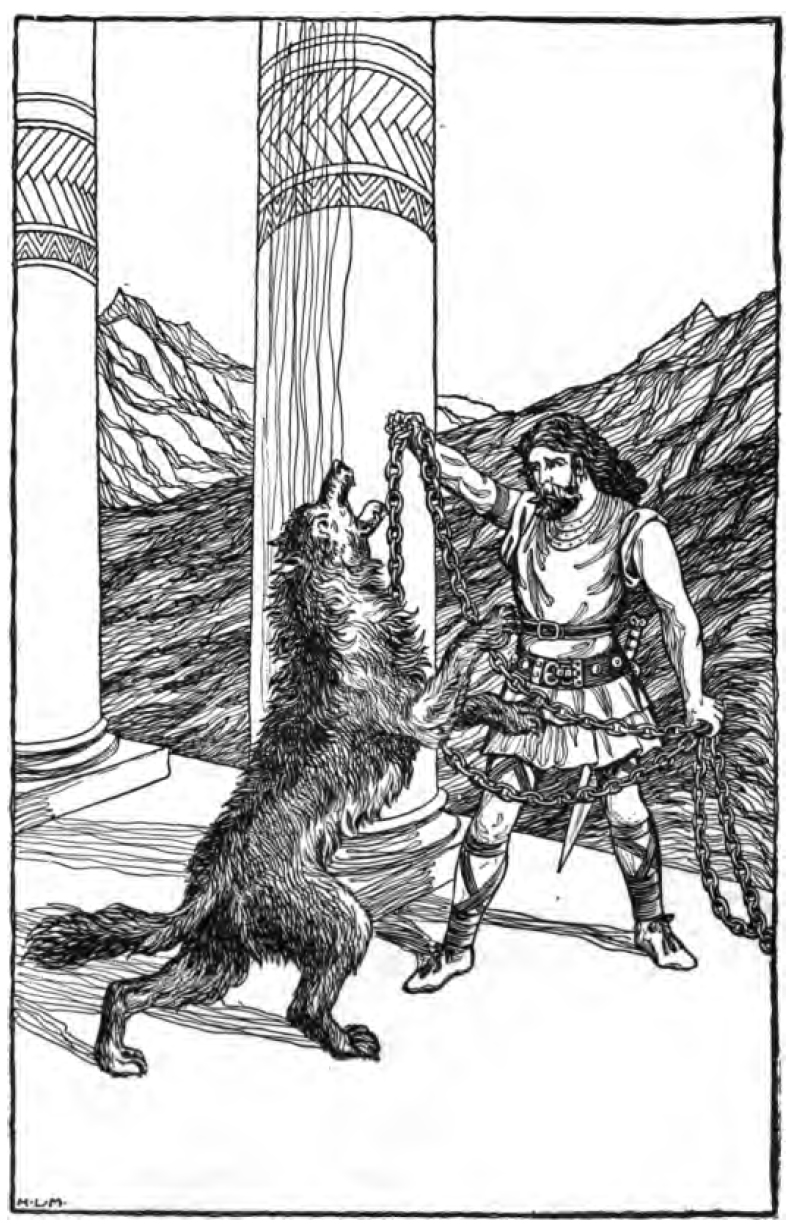
Thor legt Fenrir aan banden, Asgard Stories: Tales from Norse Mythology, 1901

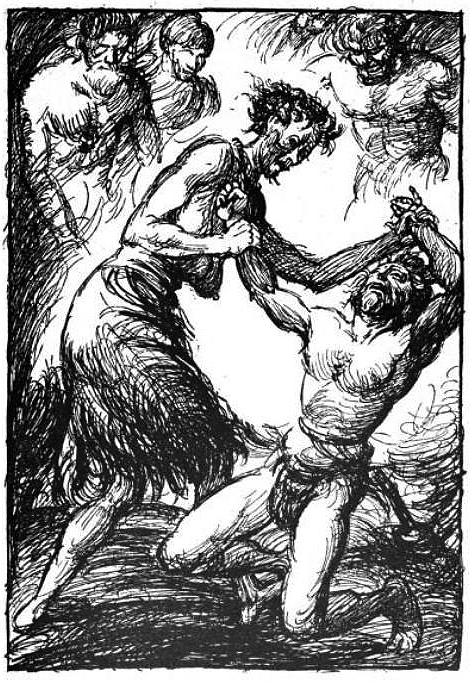
Elli, de personificatie van ouderdom, verslaat Thor in een worstelwedstrijd, Germaniens Götter, Robert Engels, 1919

Deze twee eigenschappen komen beide terug in Þrýmskviða, waarin de reus Þrymr Thors hamer steelt. Þrymr wil hem enkel teruggeven als hij Freya, de vruchtbaarheidsgodin, tot vrouw krijgt. Dit is natuurlijk onmogelijk, zonder Freya zou nooit de zomer intreden (de Germanen kenden slechts zomer en winter), en daarom smeedde Loki een plan. 
Hij leende de verenjurk van Freya en liet Thor die aantrekken. Verkleed als vrouw ging Thor, samen met Loki, naar Útgard, in het land der Jötun, waar zij hartelijk ontvangen werden door Þrymr. Deze laatste dacht namelijk dat Thor Freya was; dat deel van het plan slaagde dus. Maar Thor at en dronk zoveel, dat het de reuzen opviel. Loki legde echter uit dat Freya zo verheugd was te mogen trouwen met de beroemde Þrymr, dat zij zeven dagen en zeven nachten niet had gegeten. Kort daarna, toen de reuzen dronken genoeg waren, vroeg hij de hamer te geven en daarop sloeg Thor alle aanwezige reuzen dood.
Tyr vertelt Thor over de ketel van Hymir en ze ontmoeten de grootmoeder van Tyr met negenhonderd hoofden. Beide worden eerst verborgen door de vrouw als Hymir thuiskomt en er volgt een feestmaal. Thor eet twee stieren. Hij moet echter de volgende dag voor voedsel zorgen en vangt met de kop van een os een draak (of slang), de Midgaardslang Jormungandr. Dan moet Thor een beker breken, maar dit lukt niet. Na advies van de vrouw gooit hij de beker tegen het hoofd van de reus, waarna het voorwerp breekt. Thor neemt samen met Tyr de ketel mee naar huis.
Ook in de Hymiskviða, een ander Edda-lied, staan enkele sterke verhalen over Thor. Ook daar laat hij zich kennen als een buitenmatige eter. Misschien heeft hij deze eigenschap om aan te tonen dat hij in feite zelf niet moet onderdoen voor de reuzen, die Jötnar (eters) en Thursten (drinkers) zijn van al wat beschikbaar is. In Thor en Loki in Jotunheim krijgt Thor samen met Loki onmogelijke opdrachten.
In Alvíssmál verlooft een dwerg (Alvis, ook wel Alwis) zich met Þrúðr (de dochter van Thor). Als Thor na acht maanden thuiskomt vindt hij dit geen geschikte partner voor haar. Hij besluit de dwerg vragen te stellen en de dwerg beantwoordt deze. Dan komt de zon op en de dwerg versteent.
Wodan (als de veerman Haarbaard of Grijsbaard) ontmoet Thor als die de rivier wil oversteken. Haarbaard mag alleen eerlijke zielen overzetten op de boot van Strijdwolf. Thor beweert de zoon van Wodan te zijn, de reus Berggevaarte gedood te hebben en nog vele andere gevechten gewonnen te hebben. Wodan vertelt over zijn avonturen met vrouwen. Na een lange discussie vol spot, blijft hij weigeren Thor de rivier over te zetten.

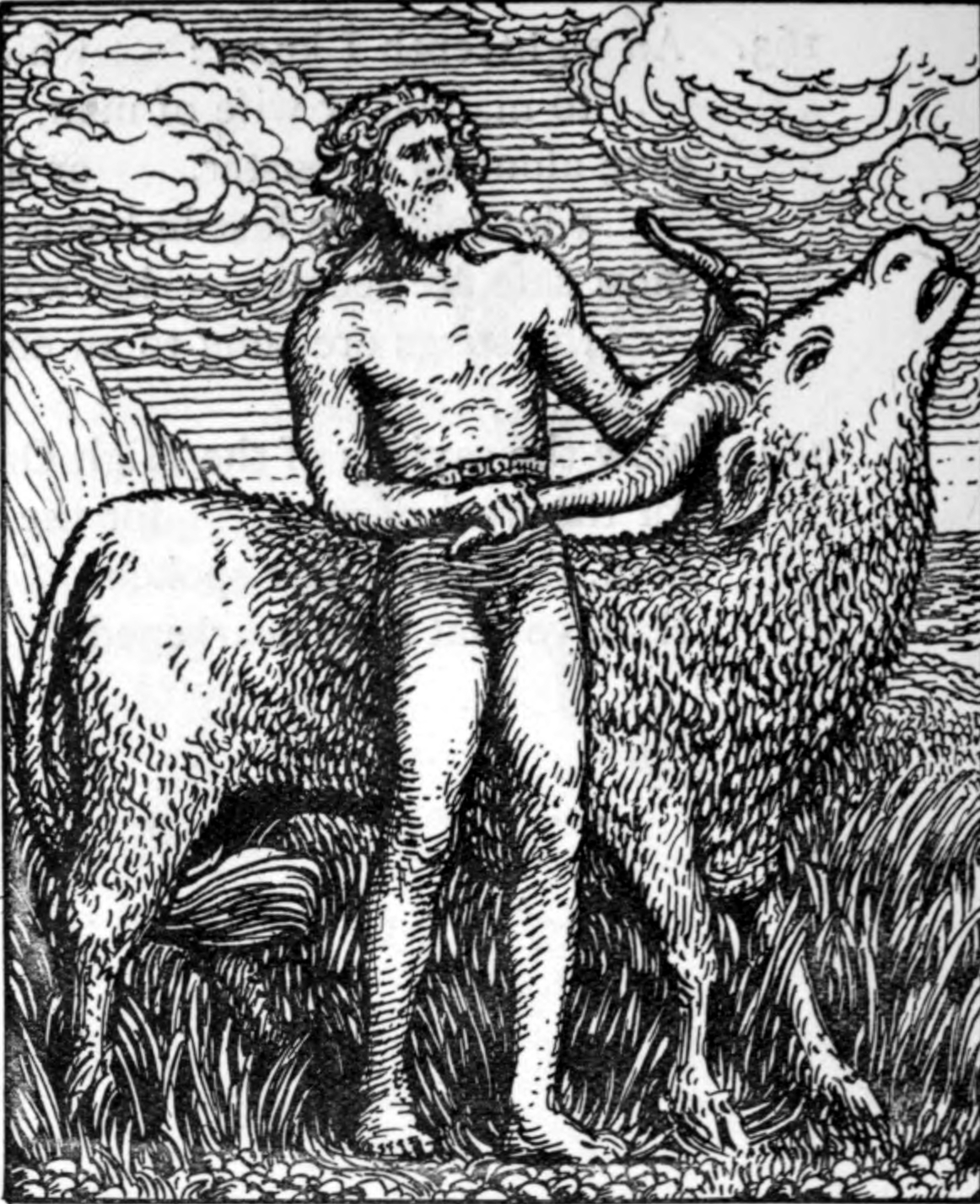
Illustratie bij Hymiskviða; Thor slacht de os, The Elder or Poetic Edda; commonly known as Sæmund's Edda, W.G. Collingwood, 1908
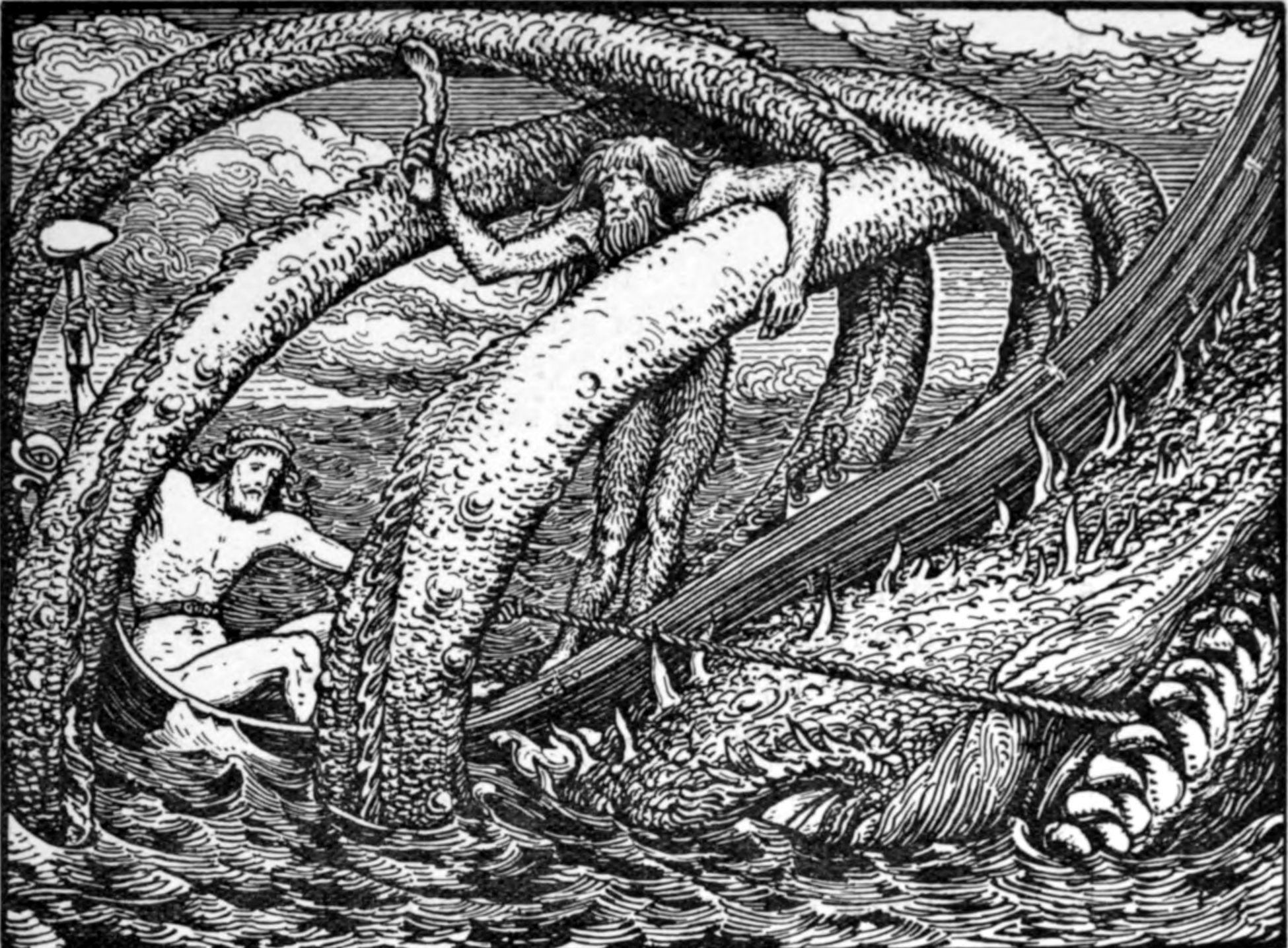
Illustratie bij Hymiskviða; Thor vist, The Elder or Poetic Edda; commonly known as Sæmund's Edda, W.G. Collingwood, 1908
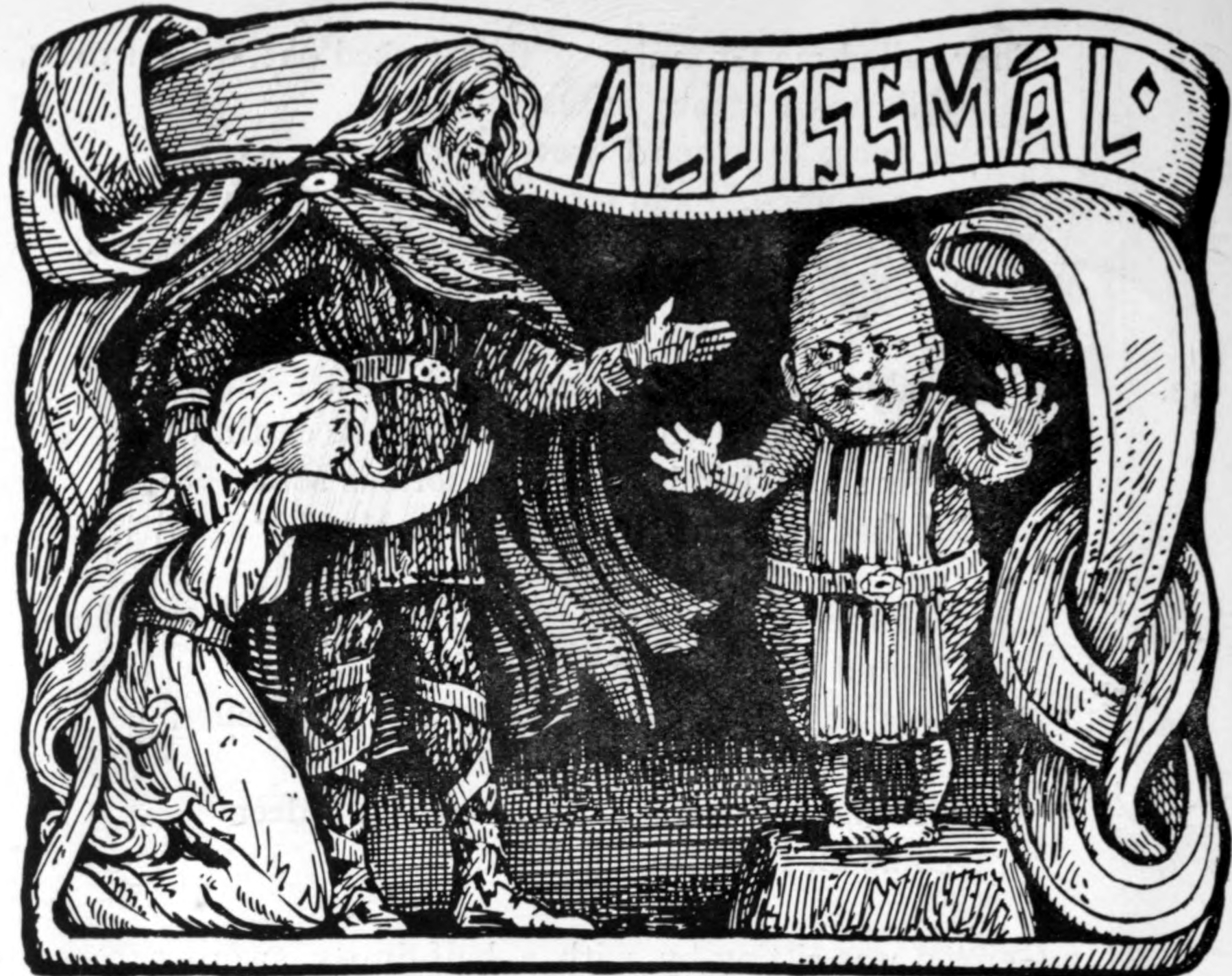
De dwerg Alvis beantwoordt de vragen, The Elder or Poetic Edda; commonly known as Sæmund's Edda, W.G. Collingwood, 1908
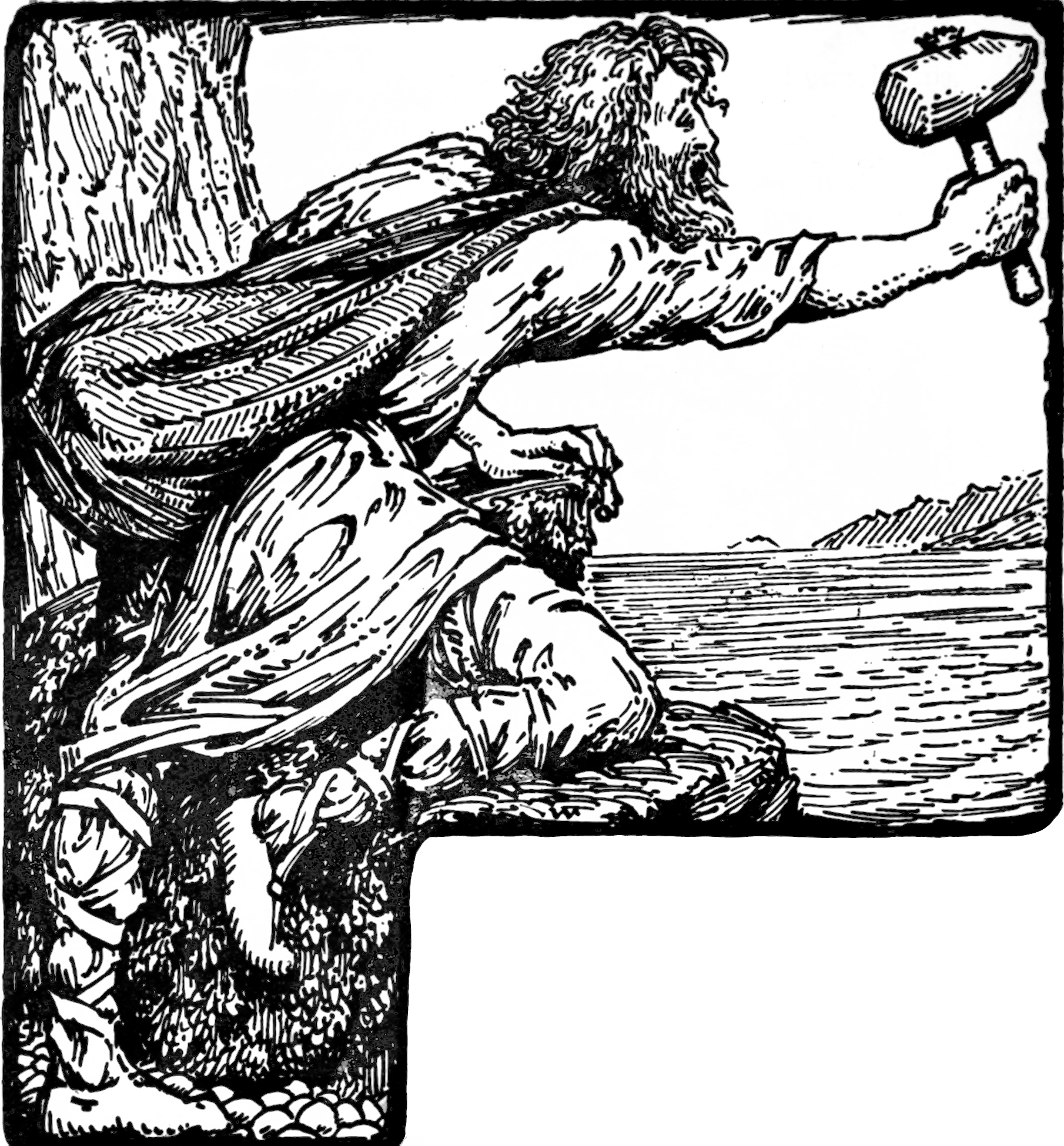
Thor bedreigt Grijsbaard, The Elder or Poetic Edda; commonly known as Sæmund's Edda, W.G. Collingwood, 1908

## Attributen

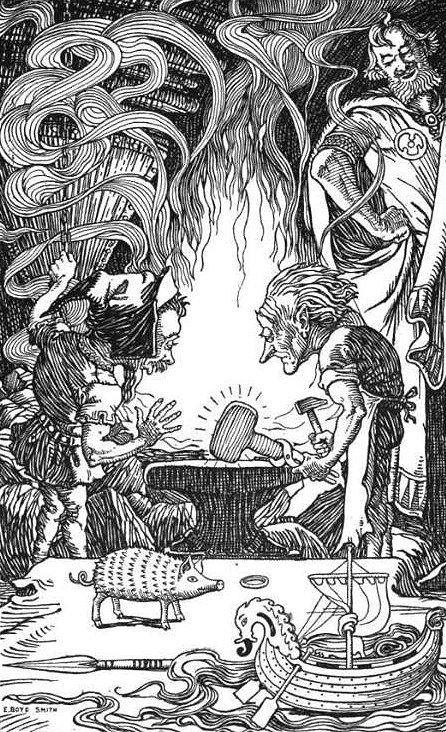
Loki kijkt toe hoe de zonen van Ivaldi de hamer Mjöllnir maken, op de tafel ligt de ring Draupnir, het varken Gullinbursti, het schip Skíðblaðnir, de speer Gungnir en het gouden haar voor Sif, In the Days of Giants: A Book of Norse Tales, 1902

In de Edda wordt hij beschreven als de sterkste onder de goden en als beschermheer van zowel goden als mensen (Asgard en Midgard). Hij rijdt door de lucht op een wagen getrokken door twee bokken (Tandgniostr en Tandgrisnir).
Hij heeft nog enkele attributen die hem nog sterker, nog gevaarlijker maken voor zijn vijanden. In de eerste plaats is er de machtige Mjölnir, een magische hamer, door dwergen gesmeed. Wanneer Thor zijn hamer werpt ontstaan er bliksemschichten. Mjölnir keert na iedere worp naar Thor terug. De hamer is het symbool voor het brengen van orde en maakt Thor tot ordeschepper.
Verder heeft hij een gordel (Megingjörð), die zijn van nature reeds overweldigende kracht nog eens verdubbelt, en ijzeren handschoenen (Járngreipr) voor een stevige greep op zijn hamer. Hij wordt voorgesteld als een zeer forse man met bliksemende ogen en een rode baard. Zijn stem klinkt als de donder en zijn eet- en drinklust is enorm. Hij wordt geholpen door zijn snelvoetige knecht Thialfi.

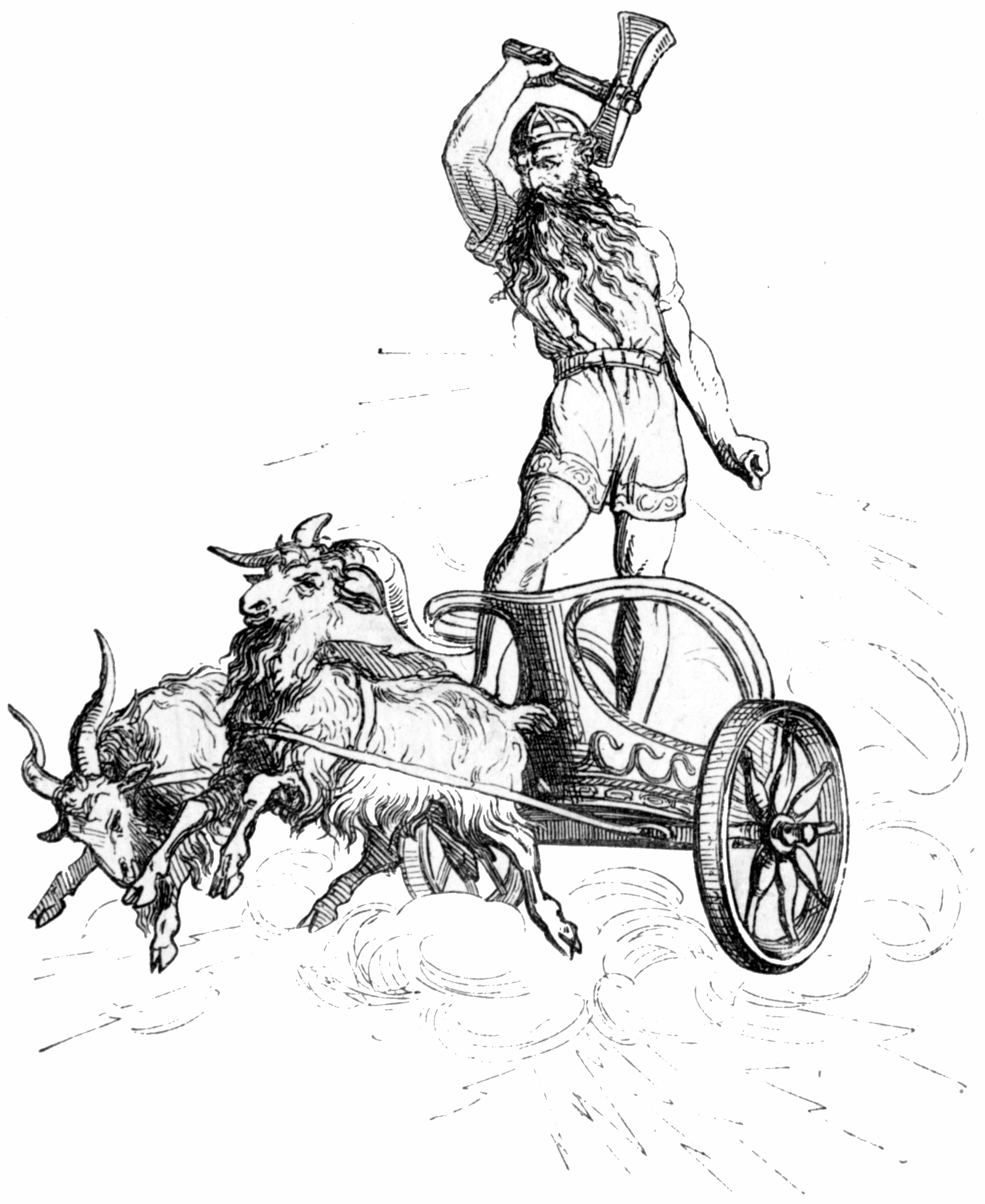
Thor met Mjöllnir in zijn strijdwagen, getrokken door Tandgniostr en Tandgrisnir, Manual of Mythology: Greek and Roman, Norse, and Old German, Hindoo and Egyptian Mythology, 1965
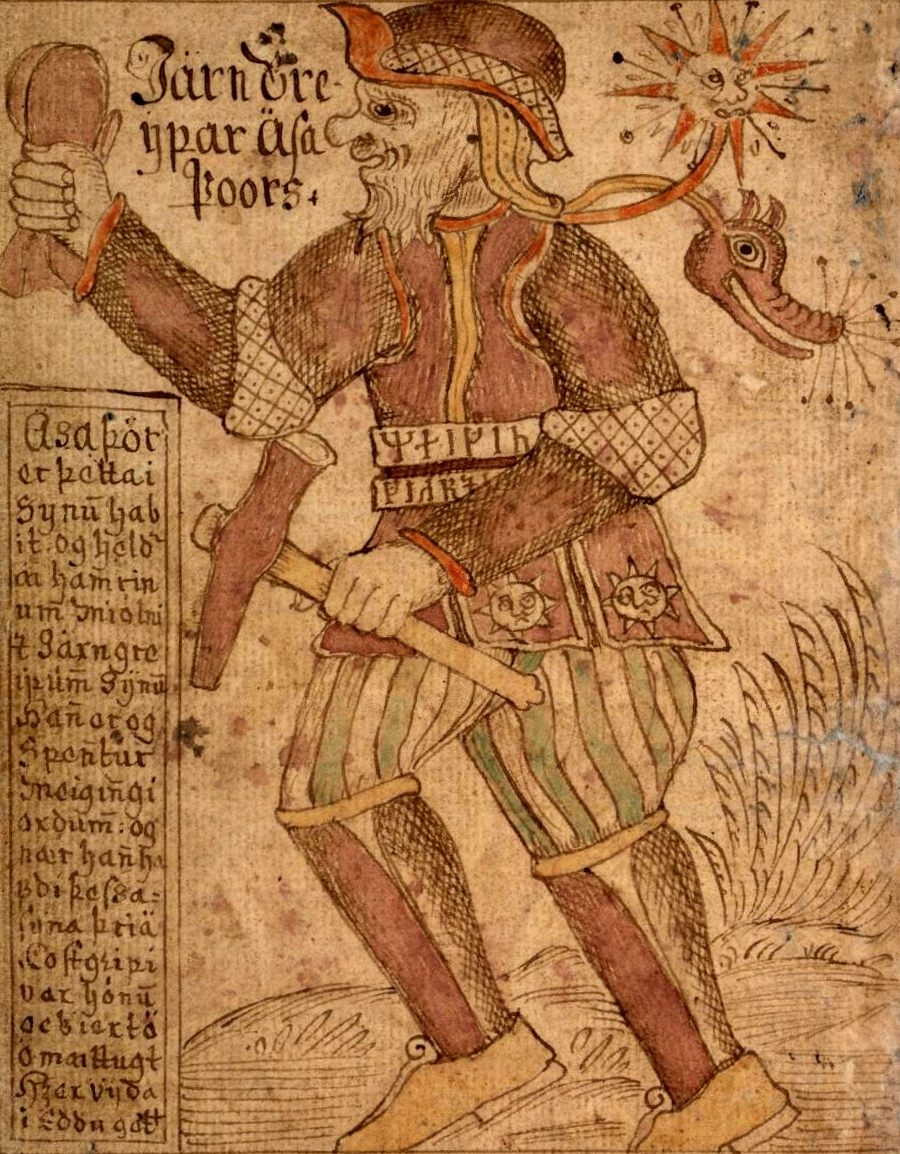
Thor met de hamer Mjöllnir, manuscript uit IJsland uit de 18e eeuw
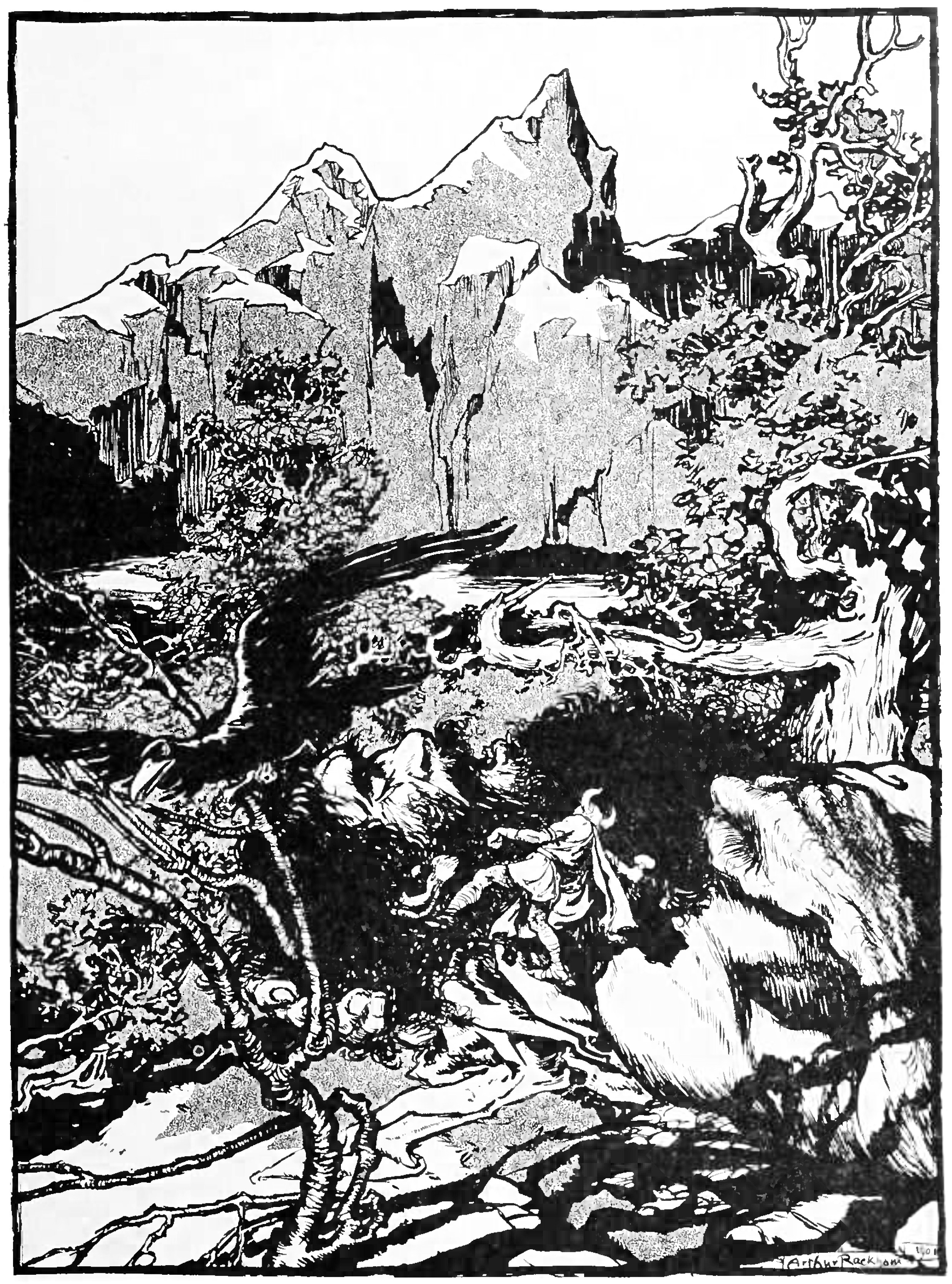
Thor heft zijn hamer tegen de Jötun Skrimir zoals verteld in de Gylfaginning, The land of enchantment, Arthur Rackham, 1901
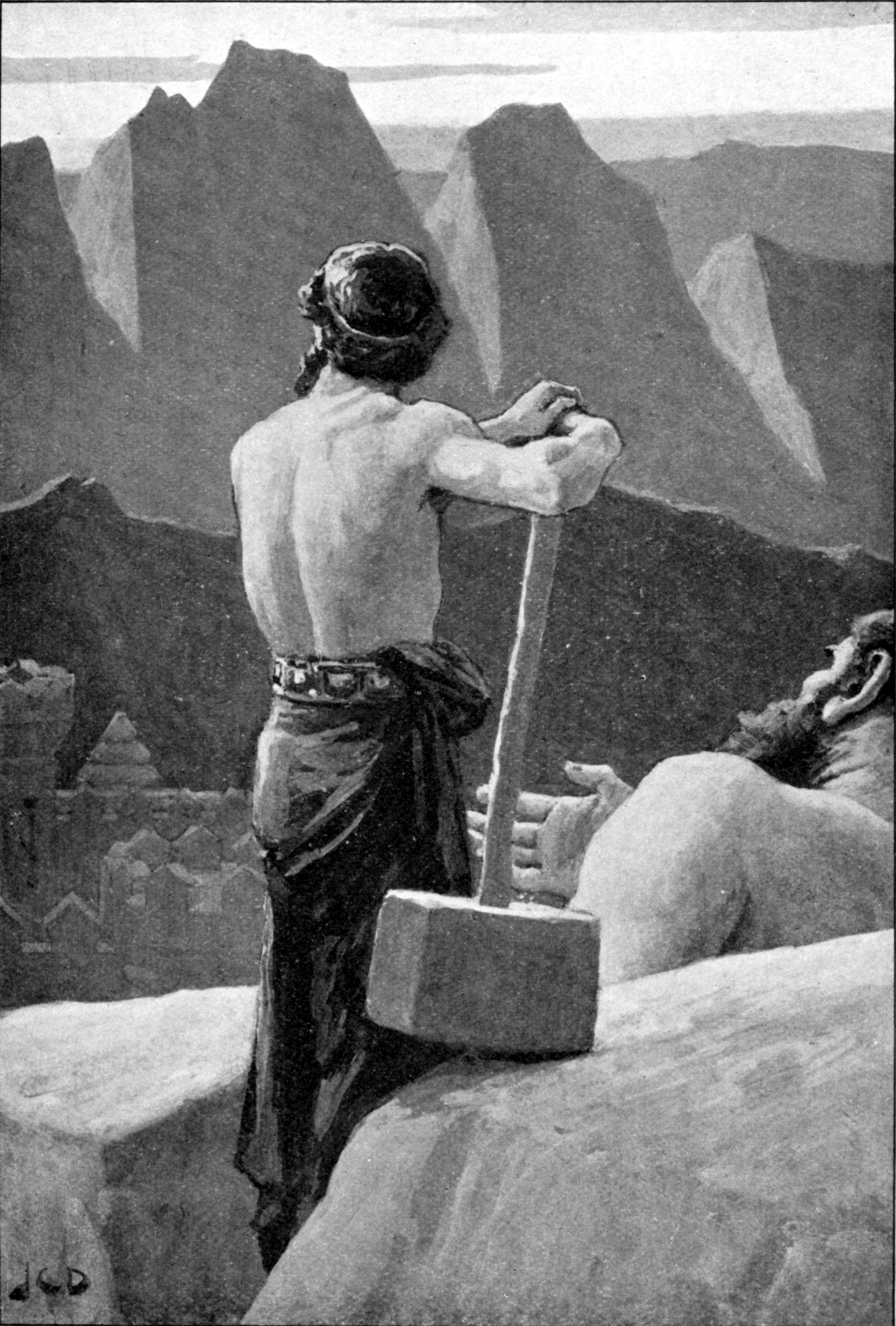
Útgarða-Loki legt Thor uit dat hij in illusies geloofde en laat de drie kloven zien die met de hamer Mjöllnir zijn veroorzaakt in de bergen, Myths of the Norsemen from the Eddas and Sagas, John Charles Dollman, 1909

## Band met Loki

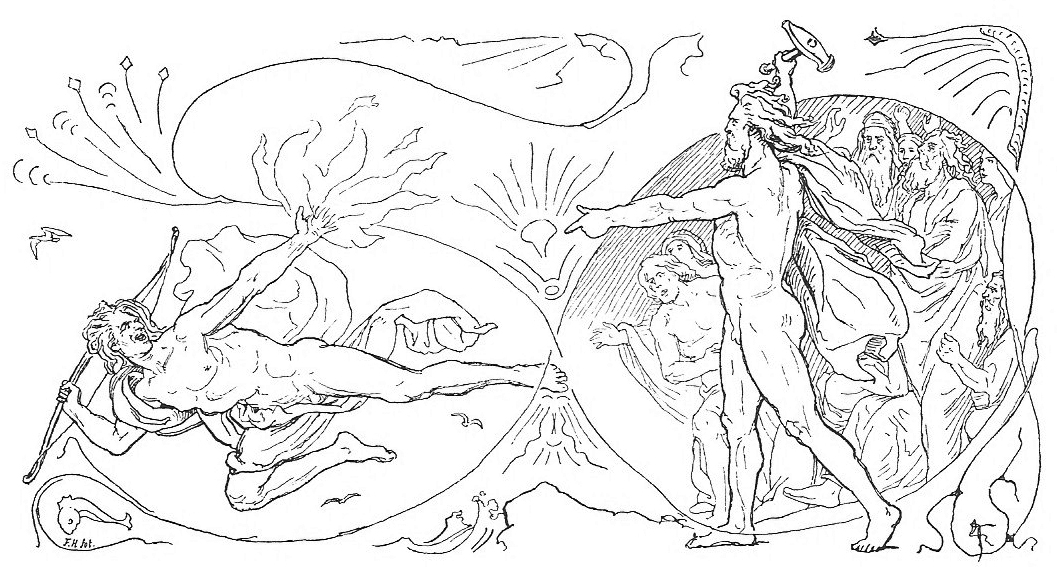
Zoals verteld in de Lokasenna; Loki verlaat de hal en bedreigt de Asen met vuur, Thor zwaait met zijn hamer Mjöllnir, Den ældre Eddas Gudesange, Lorenz Frølich, 1895

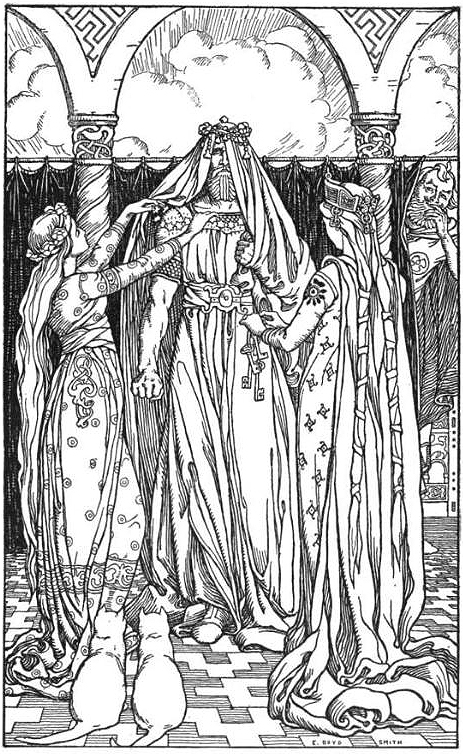
Þrýmskviða; Thor wordt door twee vrouwen verkleed als de godin Freya, twee katten kijken toe en Loki lacht, In the Days of Giants: A Book of Norse Tales, Elmer Boyd Smith, 1902

Thor heeft een speciale band met Loki. Er bestaan vele verhalen over de avonturen die ze samen beleefden toen ze eropuit trokken.
De vriendschap met Loki eindigde op het zeebanket van de zeegod Ægir, waarbij Loki de goden te schande maakte, zoals beschreven in de Lokasenna. Thor kwam binnenlopen, hoorde Loki’s scheldpartij aan en snoerde hem de mond.

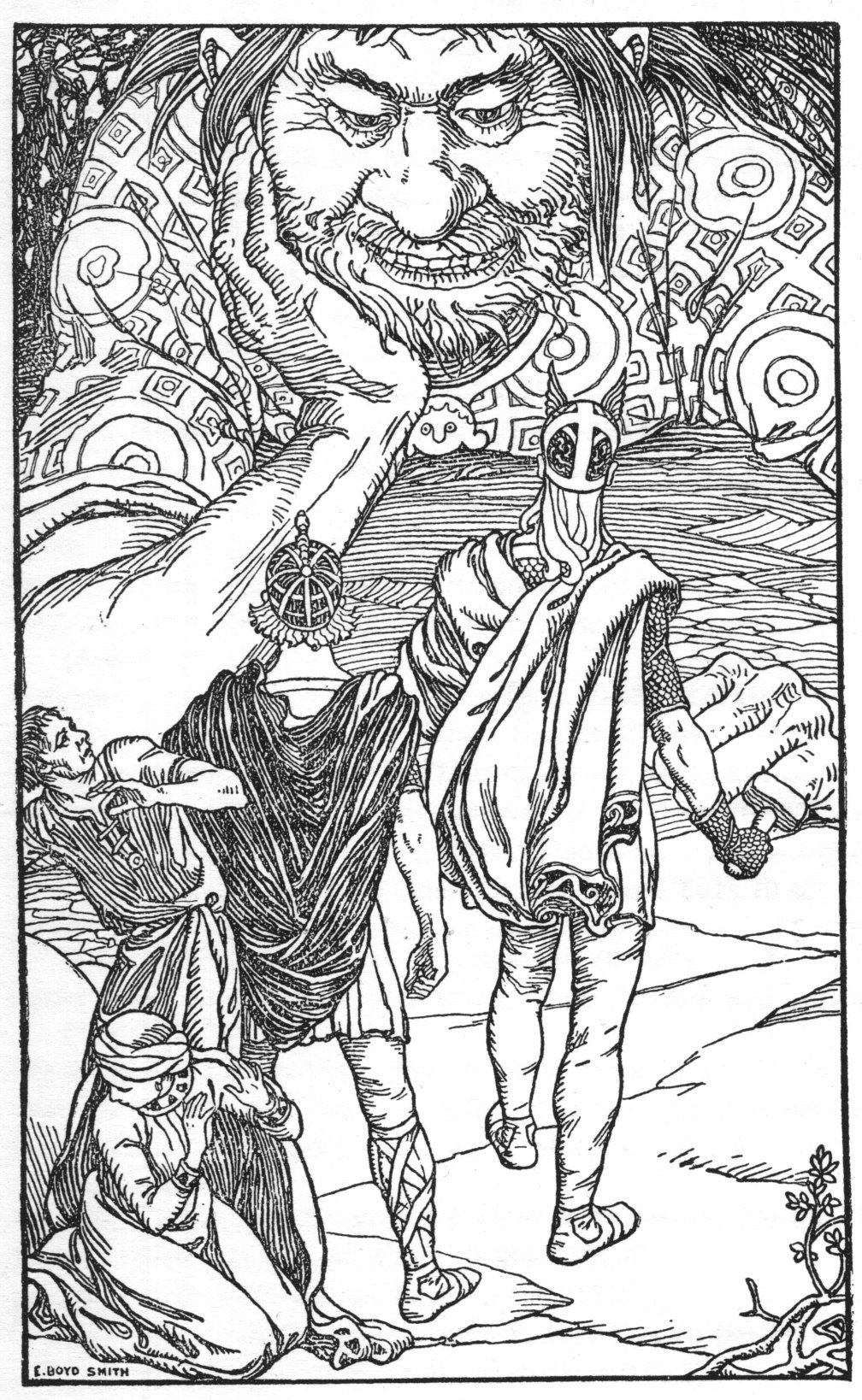
Thor daagt Skrymir uit, zijn reisgezelschap bestaat uit Loki, Thialfi en Röskwa, In the Days of Giants: A Book of Norse Tales, 1902
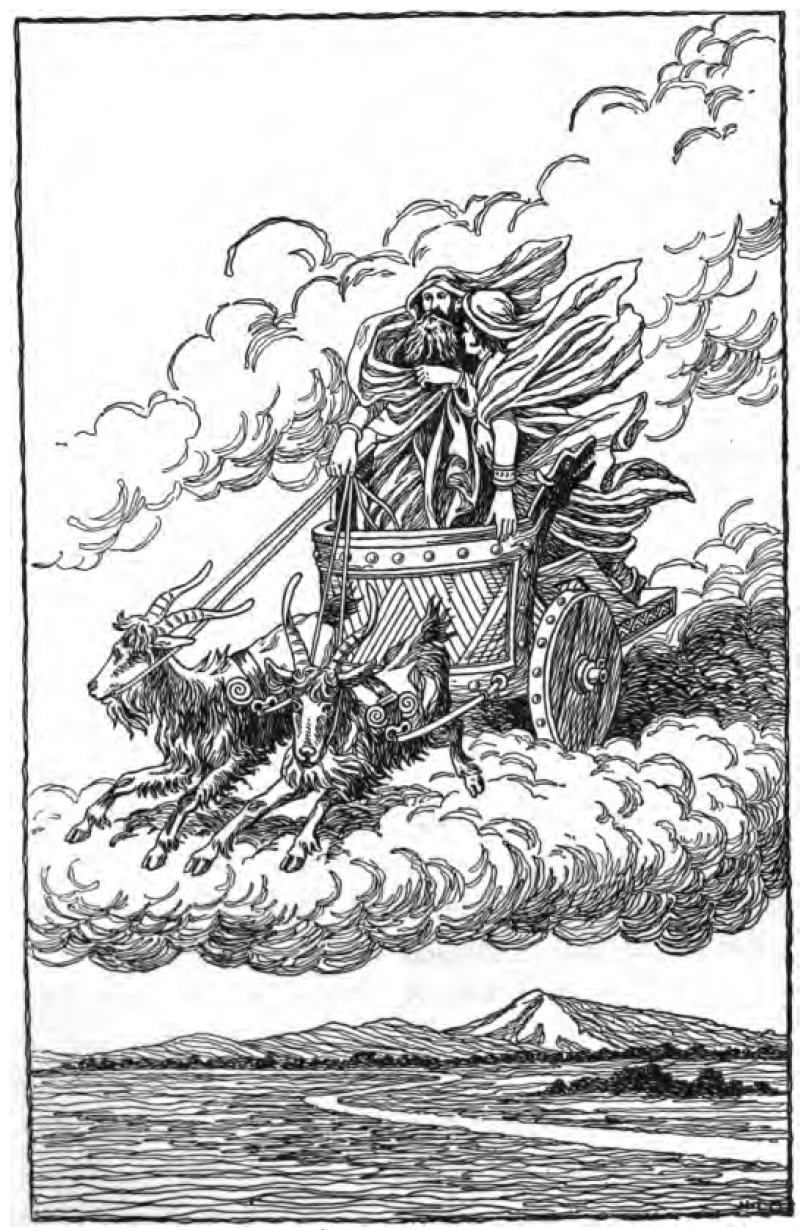
Thor en Loki in de strijdwagen getrokken door Tandgniostr en Tandgrisnir, Asgard Stories: Tales from Norse Mythology, 1901
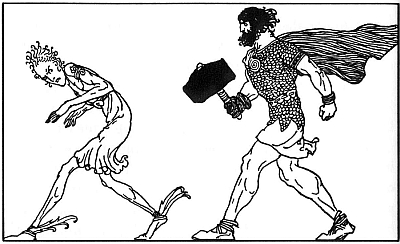
Loki en Thor, The Children of Odin: The Book of Northern Myths, Willy Pogany, 1920

## Vrouwen
Thor is getrouwd met Sif. Loki schoor de haren van Sif af, waarna Thor eiste dat hij voor nieuwe haren zou zorgen.
Jarnsaxa is de minnares en tweede vrouw van Thor volgens de Proza-Edda en werd door hem moeder van Magni en Modi.

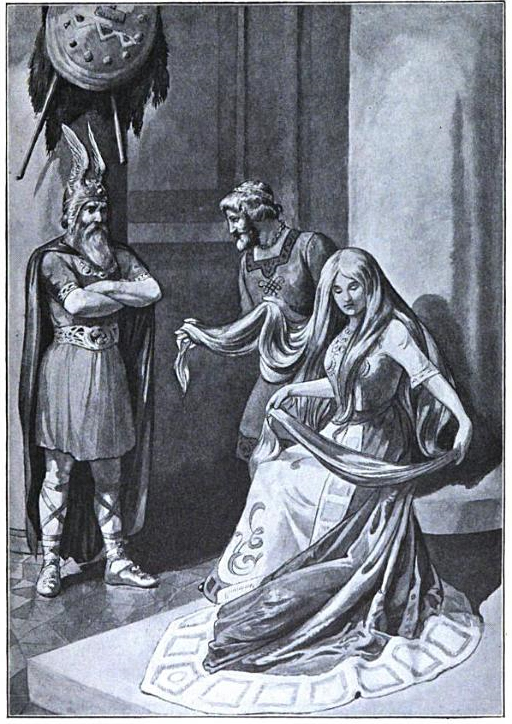
Loki laat de gouden haren van Sif, gemaakt door Dvalinn, zien aan Thor, The Gordon Readers, 1910

## Aartsvijanden
Thors aartsvijanden zijn de vorstreuzen en demonen, die de kosmische orde willen vernietigen, de Thursen en Joten. Hij verbrijzelt ze dan ook steevast door middel van zijn hamer, bij voorkeur door ze de schedel in te slaan.

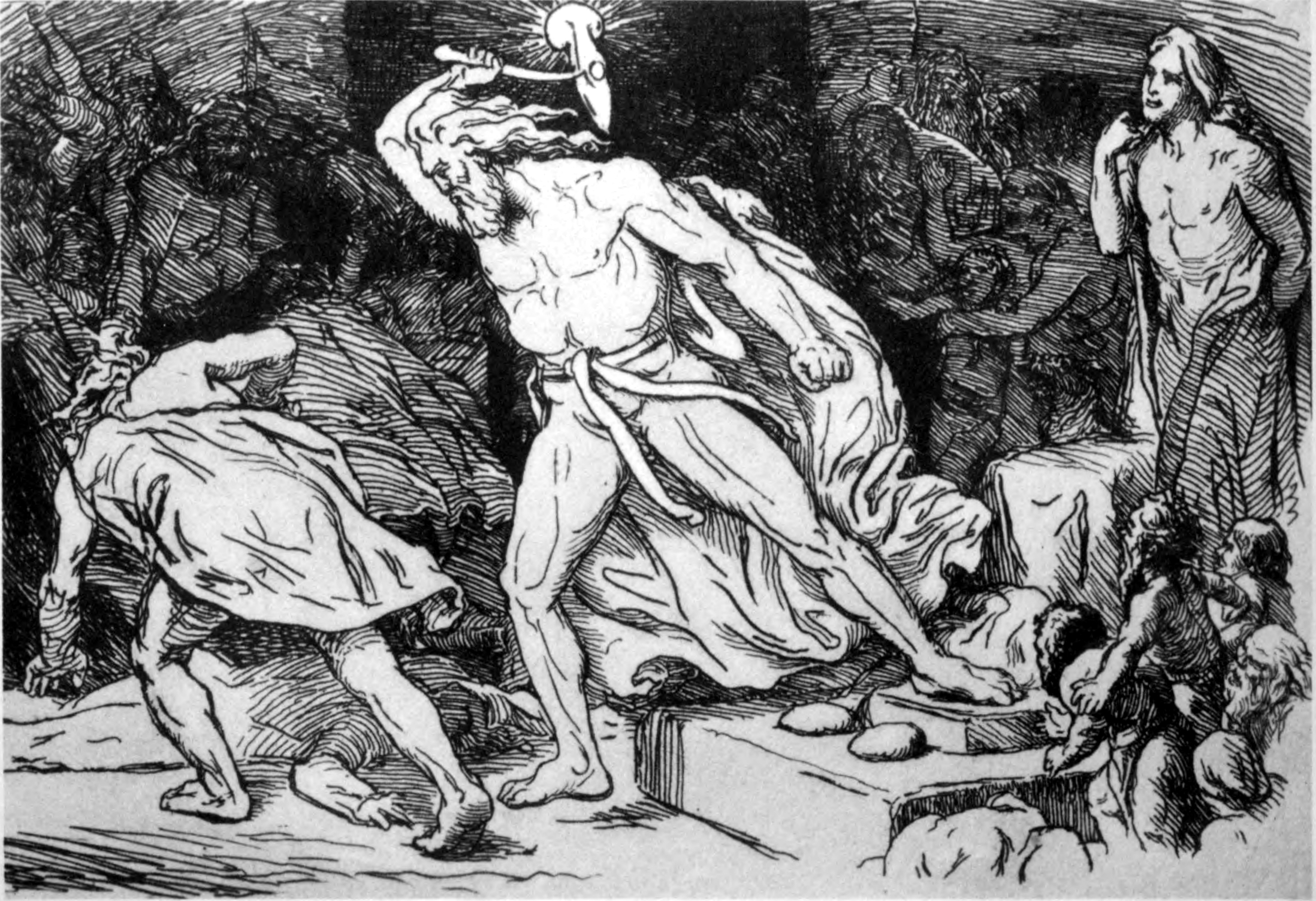
Thor vernietigt de reus Thrym, Teutonic Mythology Vol. II, Lorenz Frølich, 1902
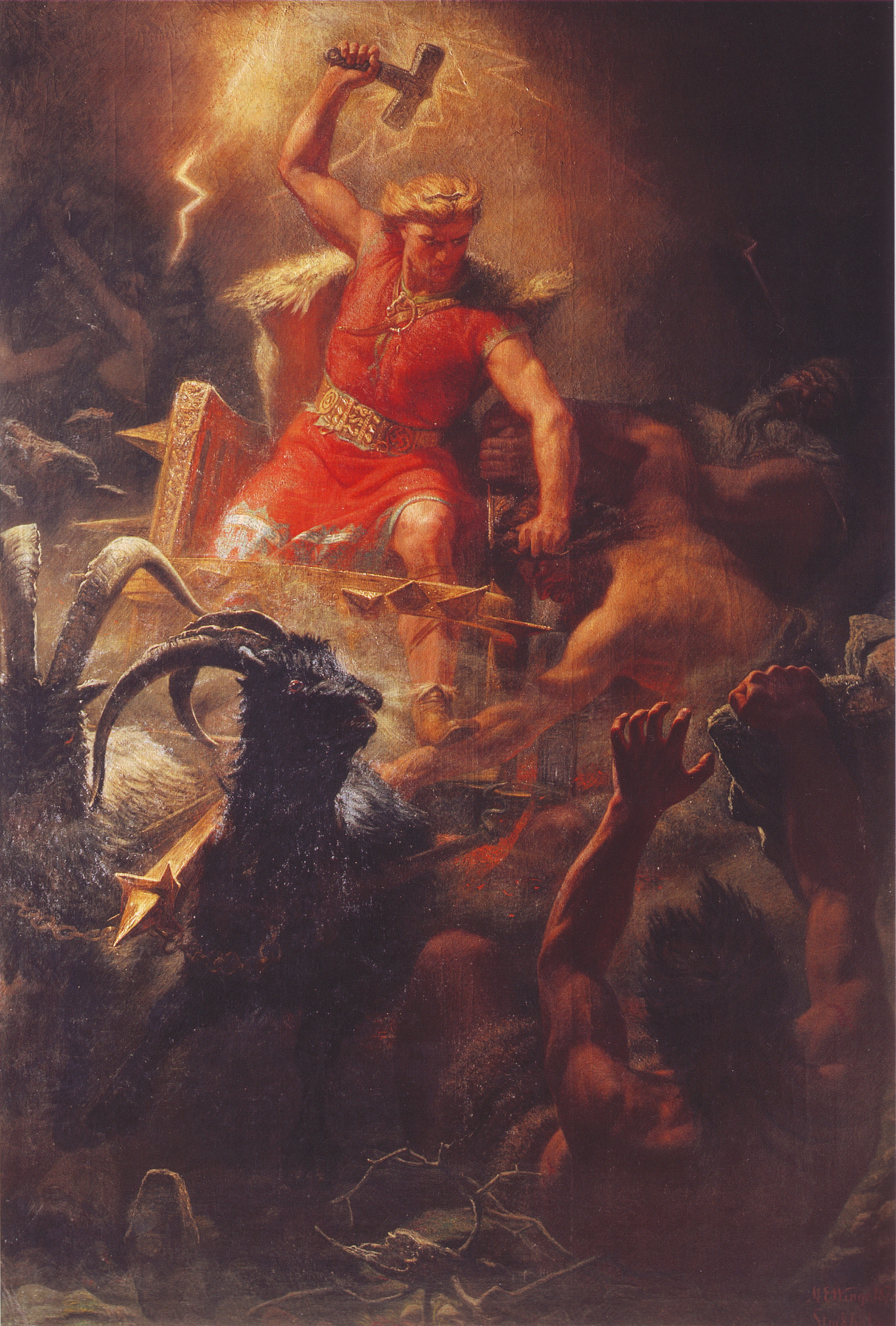
Thors strijd met Jättarna, Mårten Eskil Winge, 1872
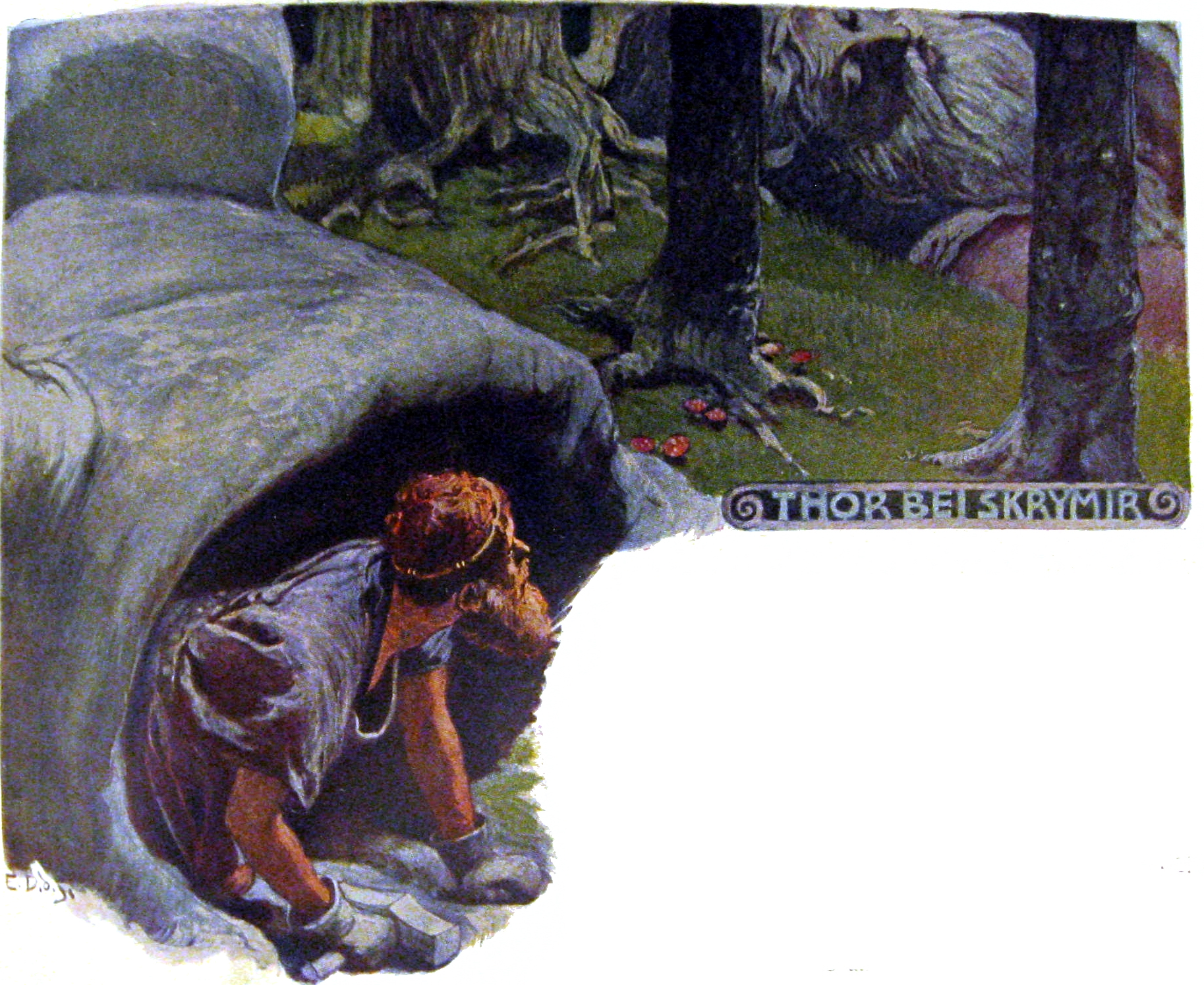
Thor kruipt uit de handschoen van Skrimir, Walhall, die Götterwelt der Germanen, Emil Doepler, 1905
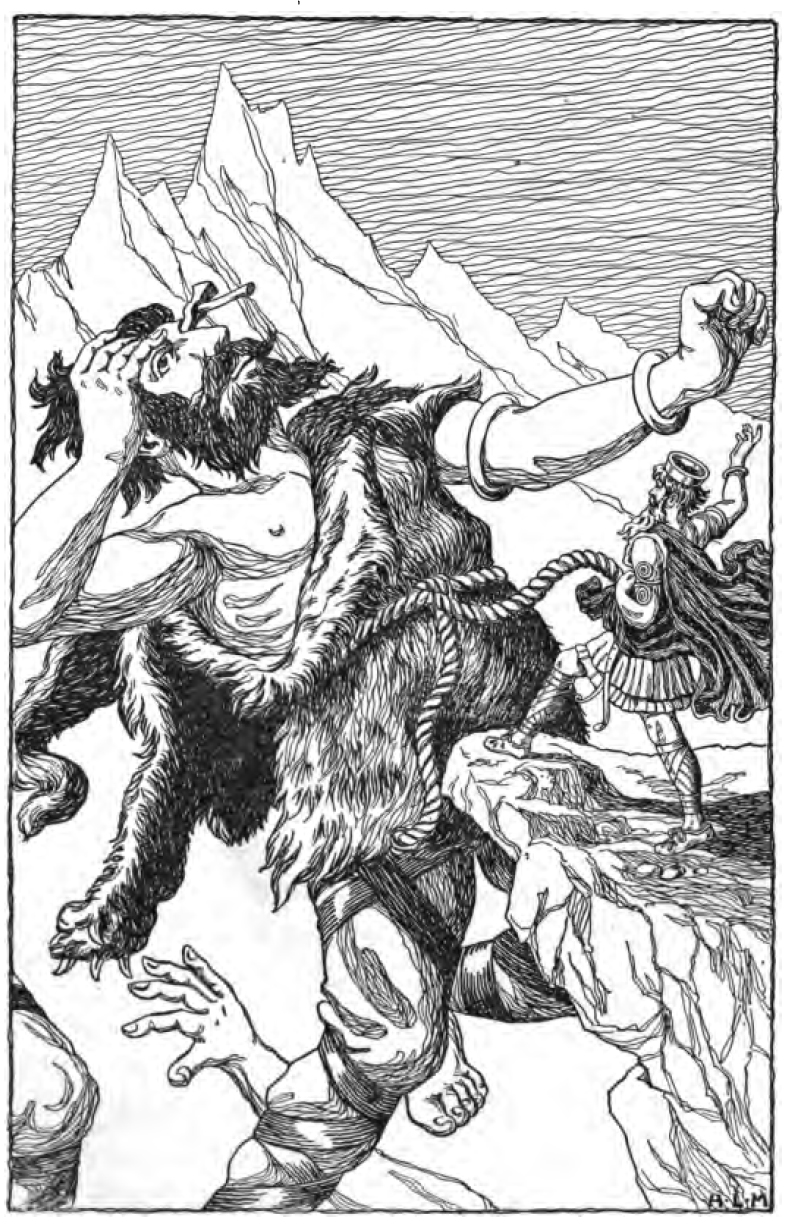
Thor vecht met de ijsreuzen, Asgard Stories: Tales from Norse Mythology, 1901
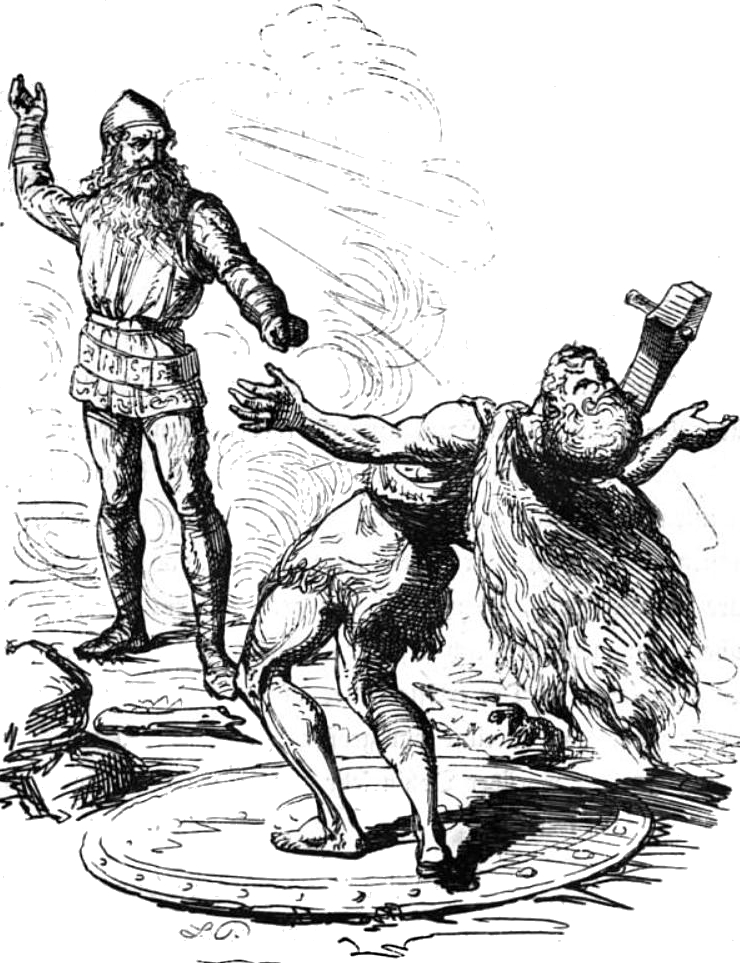
Thor vecht met Hrungnir, Die nordischen Göttersagen, Ludwig Pietsch, 1965

## Ragnarök

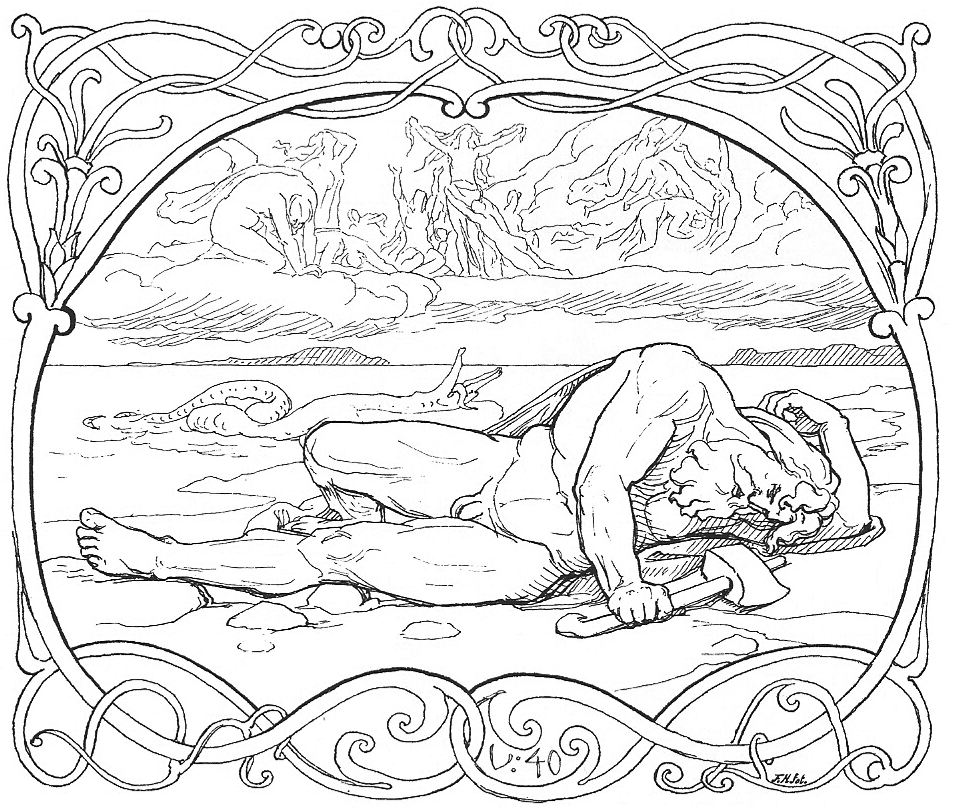
Völuspá; de dood van Thor en Jormungandr in Ragnarök, Den ældre Eddas Gudesange, 1895

Bij de eindstrijd (Ragnarok) tussen goden en vorstreuzen zal Thor de wereldslang, ook Midgaardslang (of Jǫrmungandr) genoemd, met zijn hamer vermorzelen, maar zal hij zelf door het gif van het monster sterven.

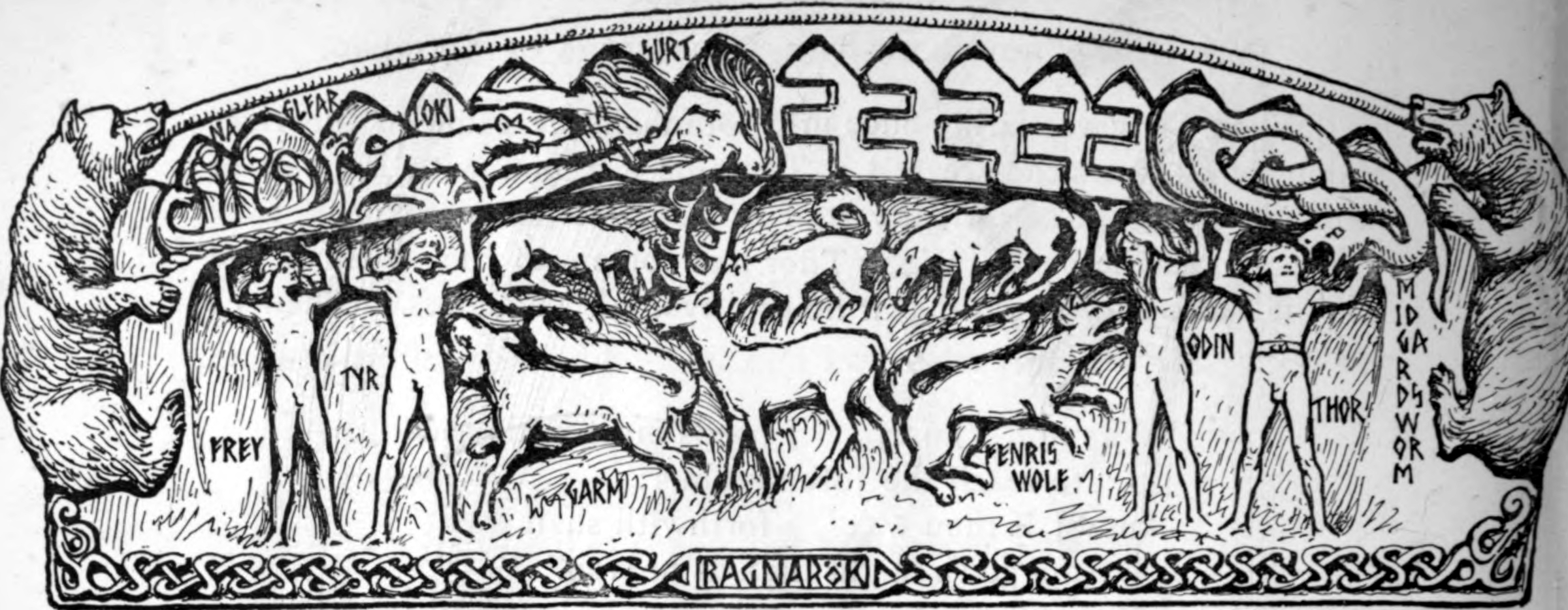
Ragnarök; The Elder or Poetic Edda; commonly known as Sæmund's Edda, W.G. Collingwood, 1908
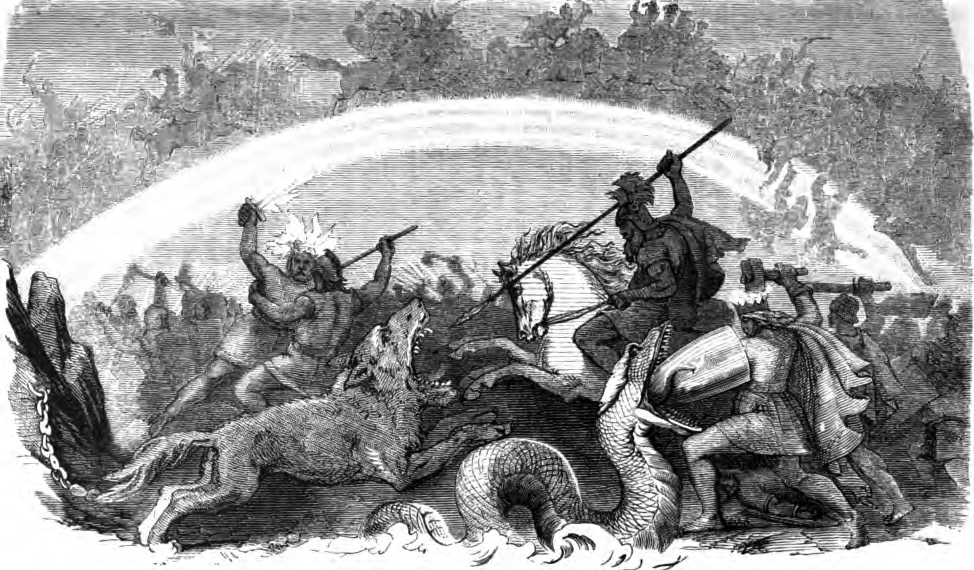
Odin richt zijn speer op Fenrir, Thor verdedigt zich met zijn schild tegen Jörmungandr en haalt uit met Mjöllnir, Freyr en Surtr vechten en op Bifröst is een enorme strijd te zien, Nordisch-germanische Götter und Helden, F.W. Heine, 1882
Het gevecht tussen Thor en Jörmungandr, Den ældre Eddas Gudesange, Lorenz Frølich, 1895

## Cultus

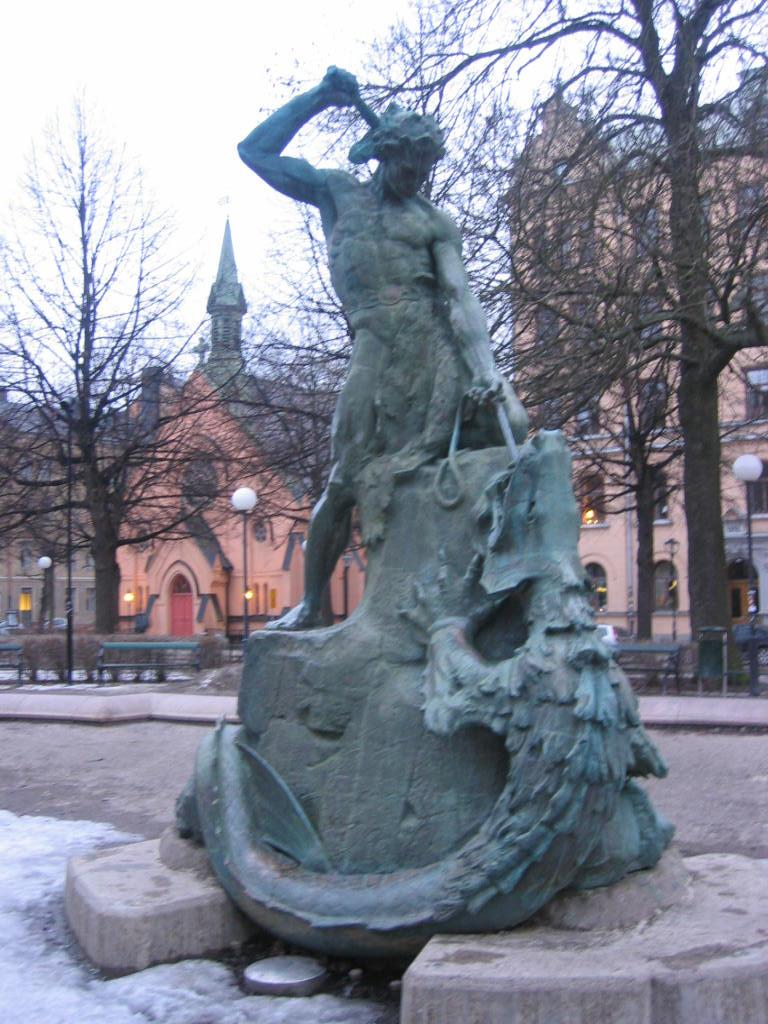
Standbeeld in Stockholm

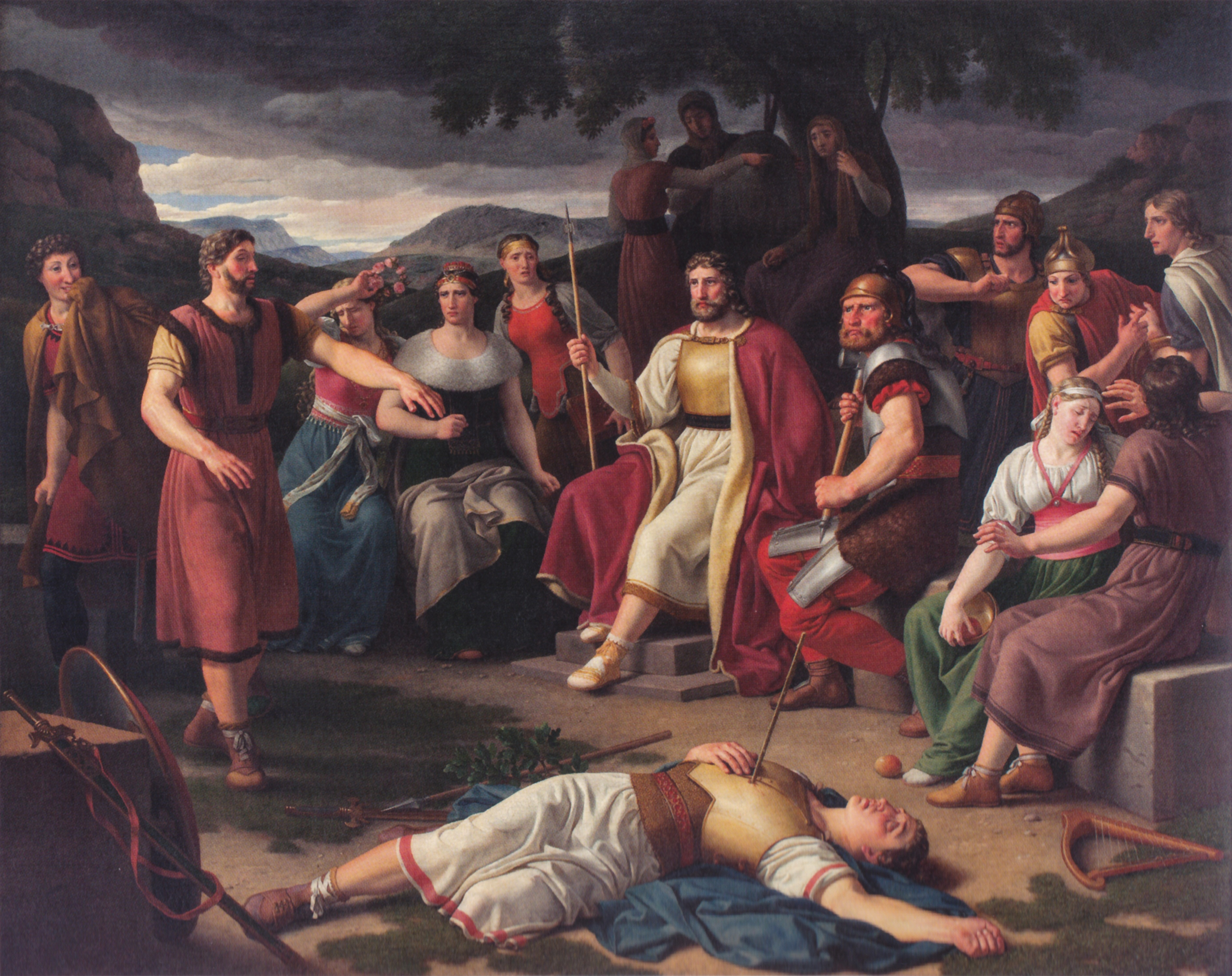
Baldr ligt op de voorgrond, hij is net geraakt door de pijl van Hodr. De blinde broer van Baldr staat links met zijn armen gestrekt. Helemaal links staat Loki, hij probeert zijn glimlach te verbergen. Odin zit in het midden van de Asen, Thor staat links van hem. Op de achtergrond zijn Yggdrasil en de drie Nornen te zien, Christoffer Wilhelm Eckersberg, 1817

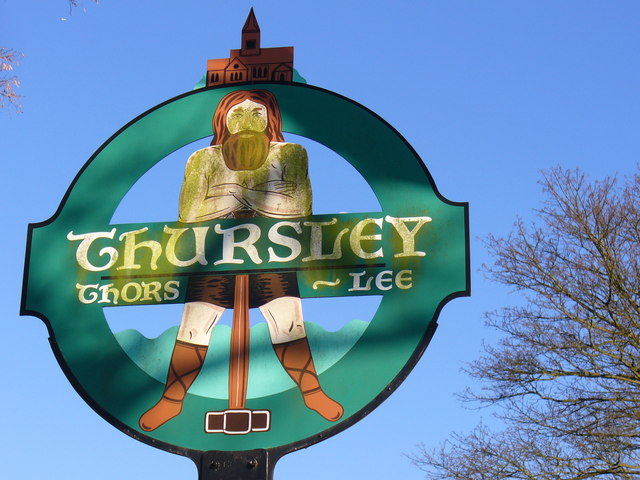
De kerk boven het hoofd van Thor met zijn hamer Mjöllnir op het bord van het dorp Thursley (Thors lee of het veld van Thor)

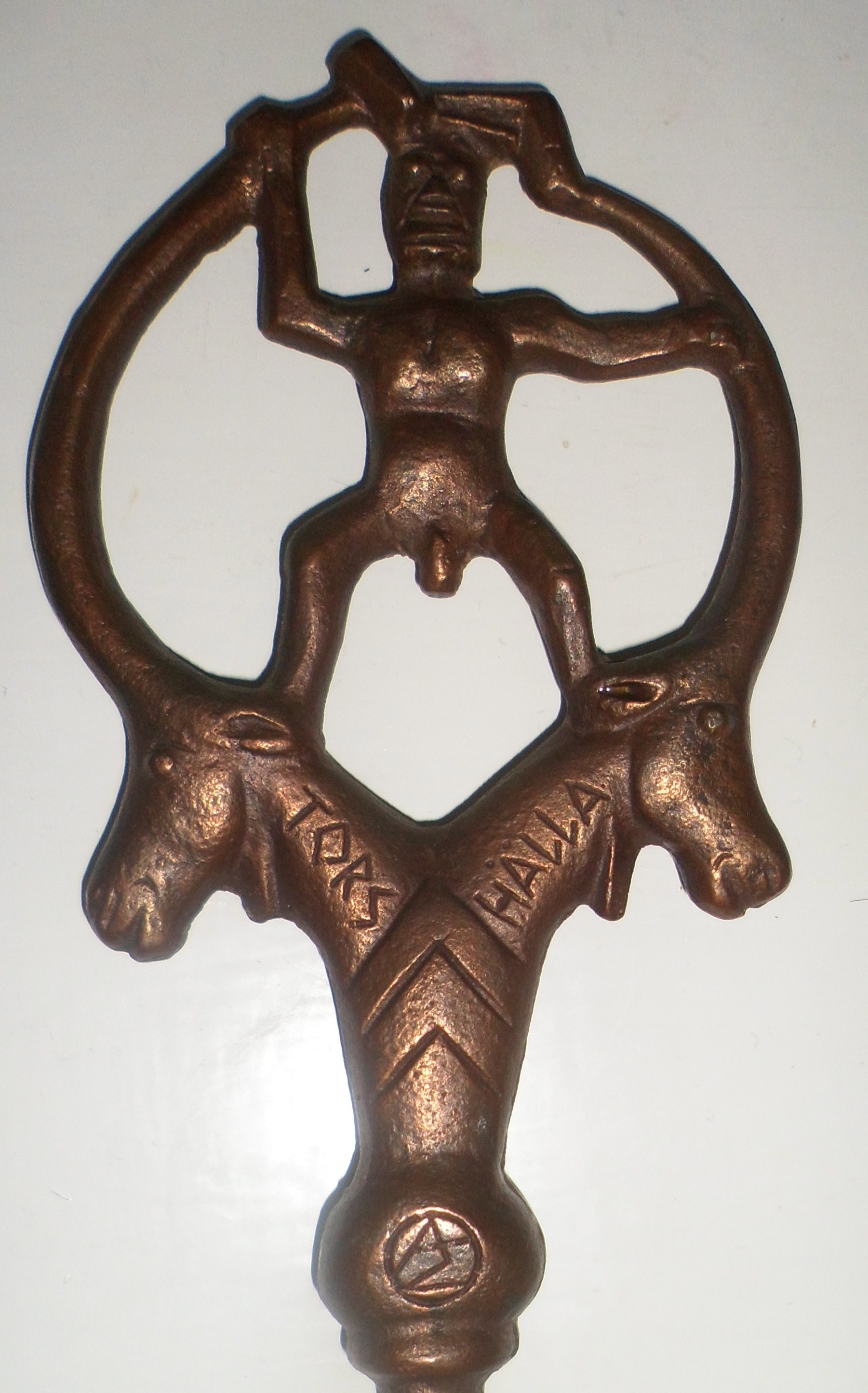
Sleutel met Thor met zijn geiten, souvenir uit Torshälla

Evenals Odin is ook Thor het onderwerp van de meest fantastische avonturen, maar ondanks zijn woeste uiterlijk en zijn bloedige vechtpartijen was hij zeer populair bij de mensen. Dit was omdat hij ook werd beschreven als eerlijk en dapper, die bij hem geborgenheid en bescherming van het gezin en van het huiselijk leven vonden. Thors hamer Mjöllnir staat dan ook symbool voor bescherming voor het huis en de familie.
In tegenstelling tot Odin vraagt Thor geen mensenoffers. Een van zijn cultuscentra was een groot centrum in Uppsala waar hij centraal stond, met aan zijn rechterzijde Odin.
De tempel op Helgafell wordt in verband gebracht met Thor.

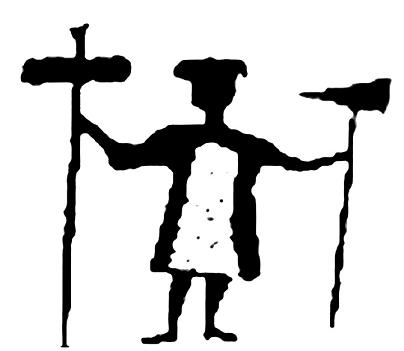
Thor, Horagalles of Thoragales, een rune op een rituele drum uit Noorwegen, 1871
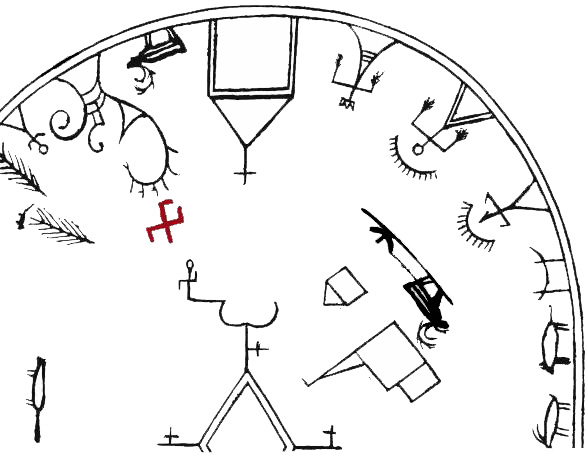
Thor, Tiermes of Horagalles op een sjamanen-drum, eind zeventiende eeuw (in rood de hamer van Thor, een swastika)
Pre-christelijke symbolen voor Noordse dondergoden (zoals Ukko en Thor) A) "Fins type" B) "Zweeds type" C) "Wolfskruis"
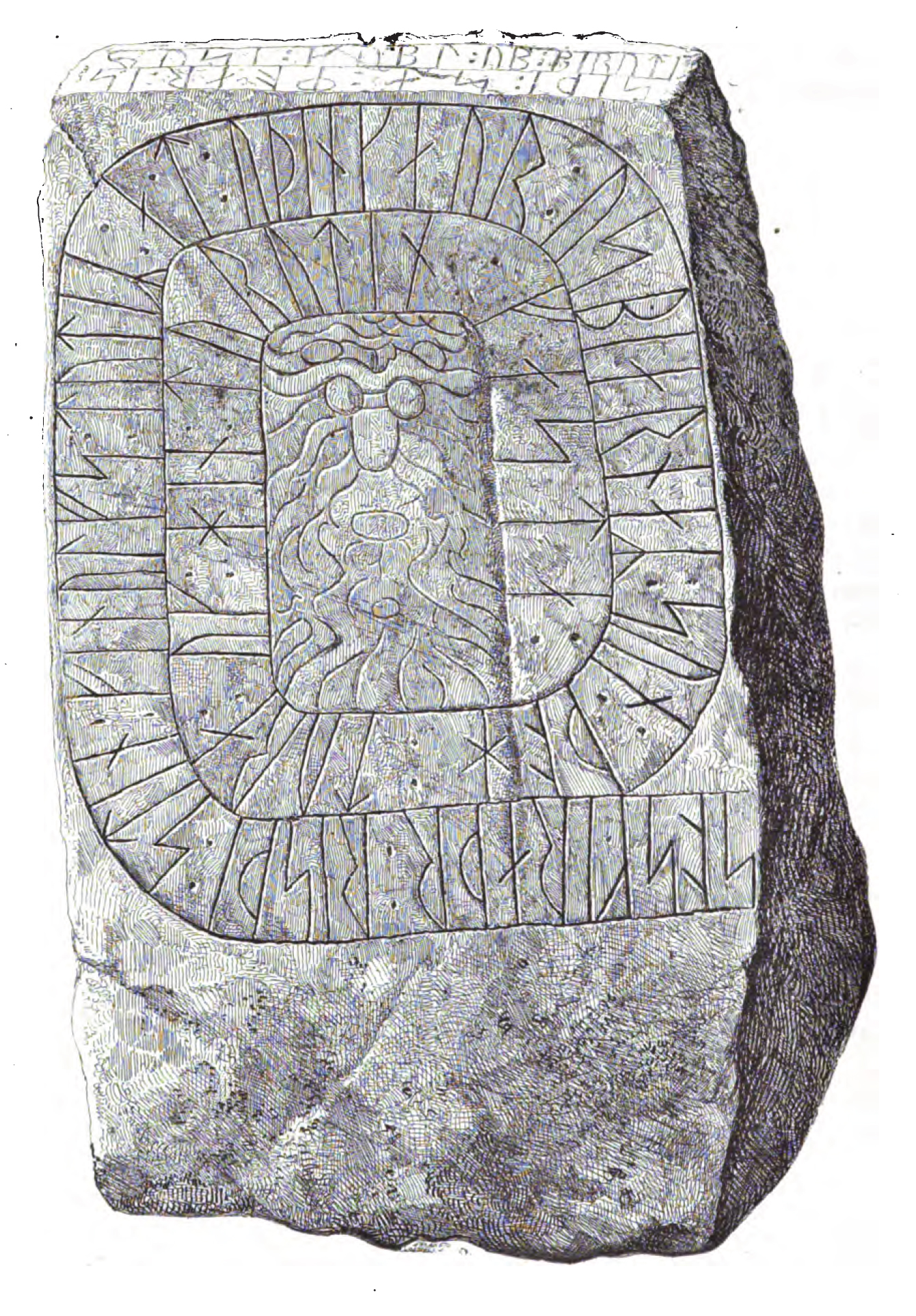
Runensteen met het gezicht van Thor
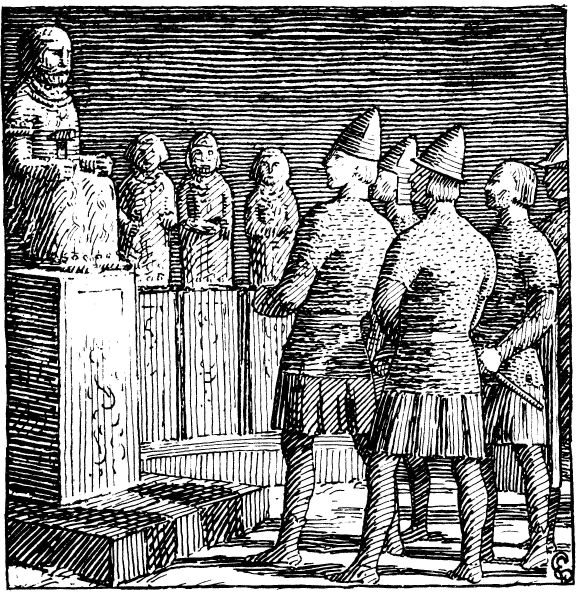
Het hof van Thor uit de Olav Tryggvasons saga, 1897
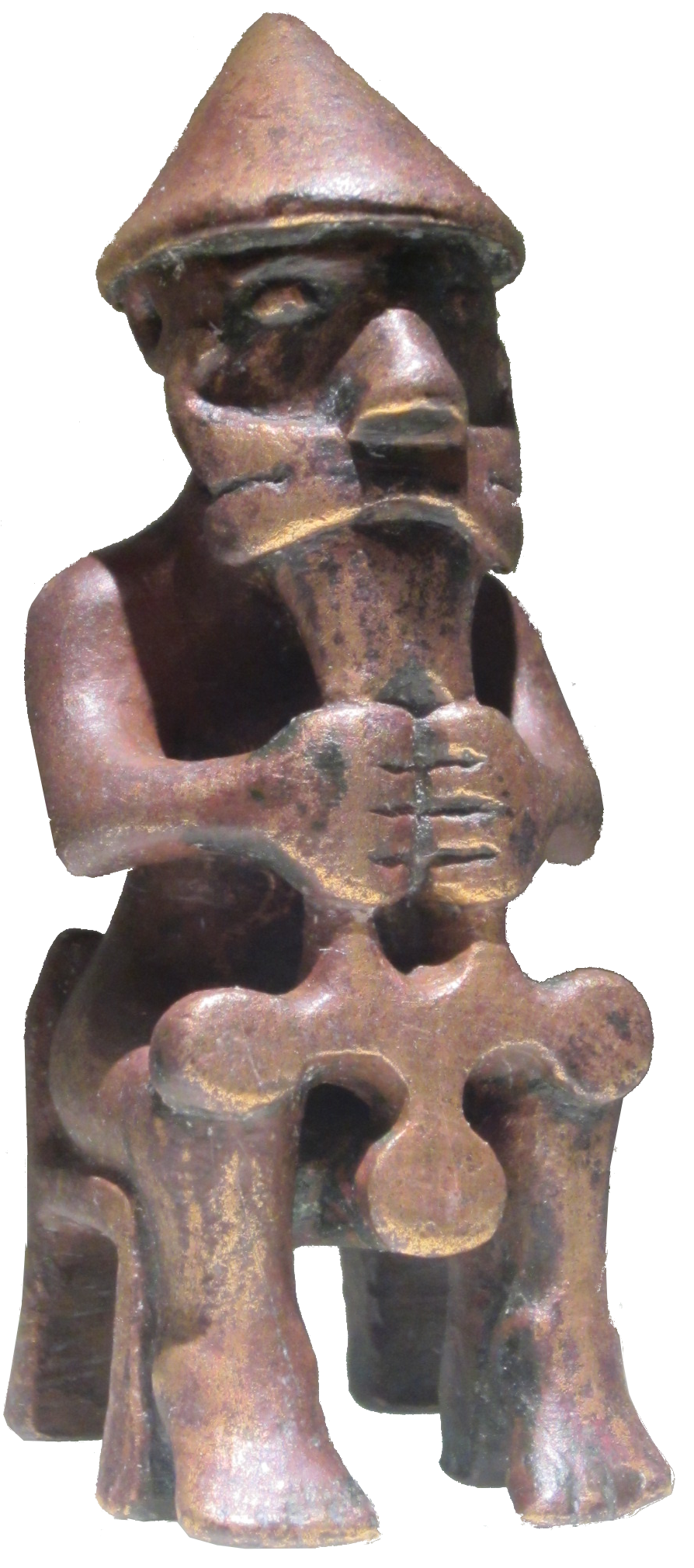
Þórslíkneskið; beeld van Thor of Christus, in IJsland gevonden in 1815 of 1816, gedateerd ca. 1000 n. Chr.
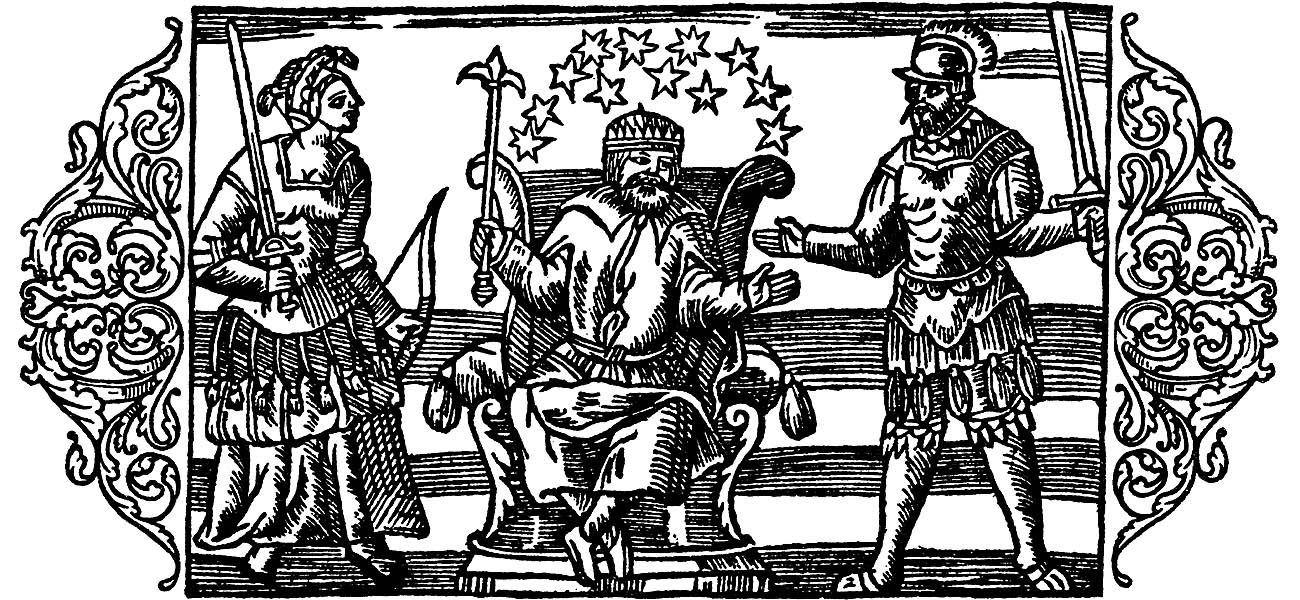
Links Frigg met zwaard en boog, in het midden Thor met kroon zittend op een troon, rechts de zwaarbewapende Odin, Historia de gentibus septentrionalibus, Olaus Magnus, 1555
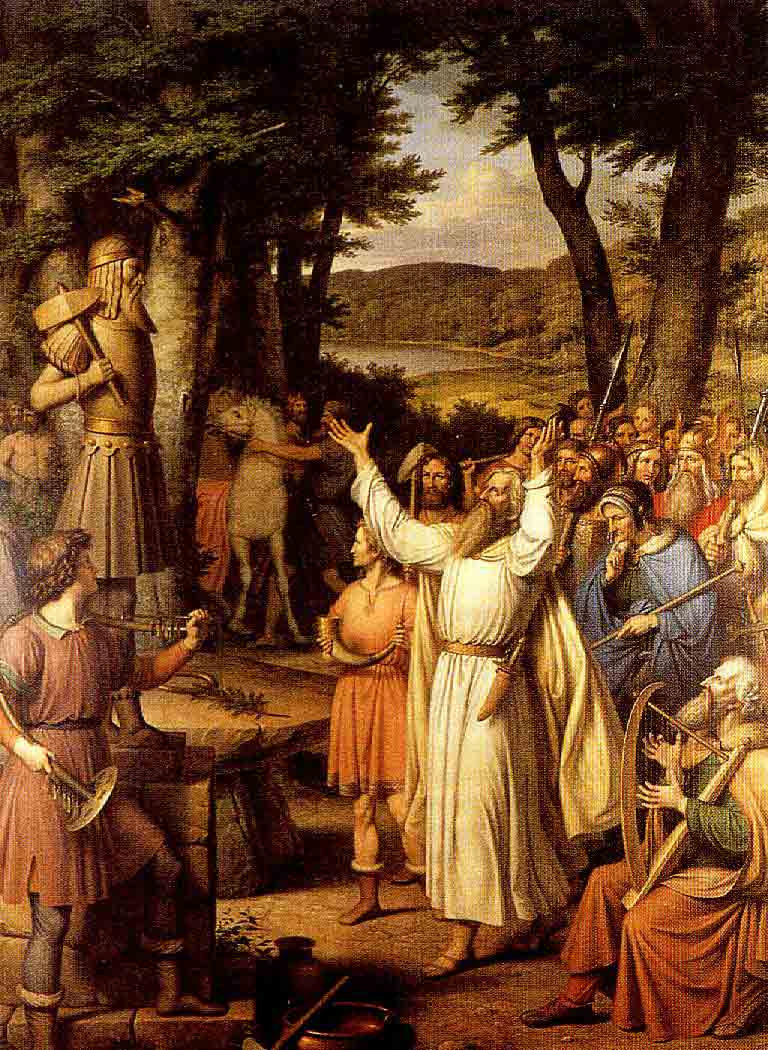
Een offer aan Thor, J.L. Lund (1777-1867)
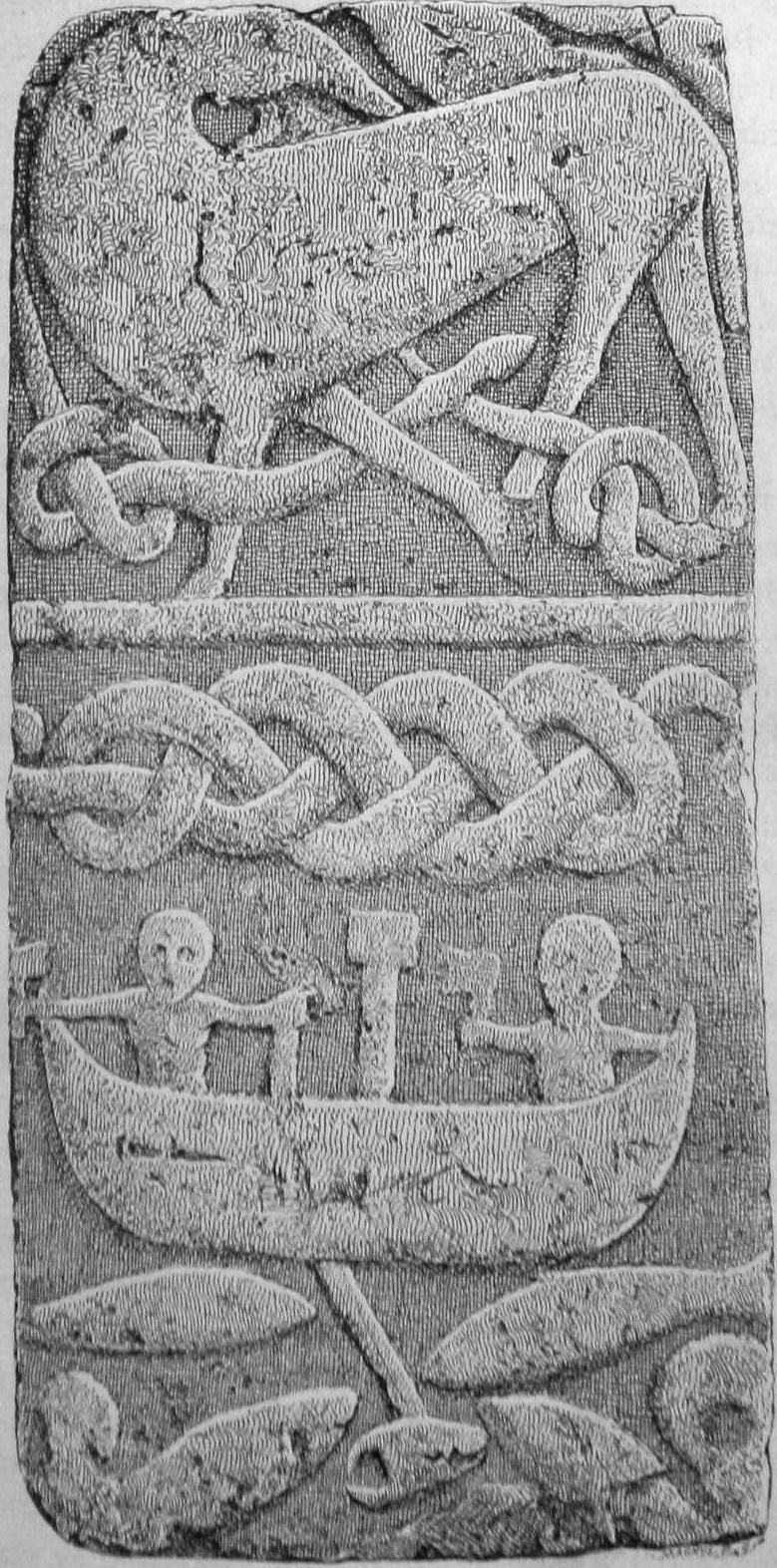
Een reproductie van een middeleeuwse afbeelding; Thor vist met het hoofd van een os, Goðafræði Norðmanna og Íslendinga eftir heimildum, 1913
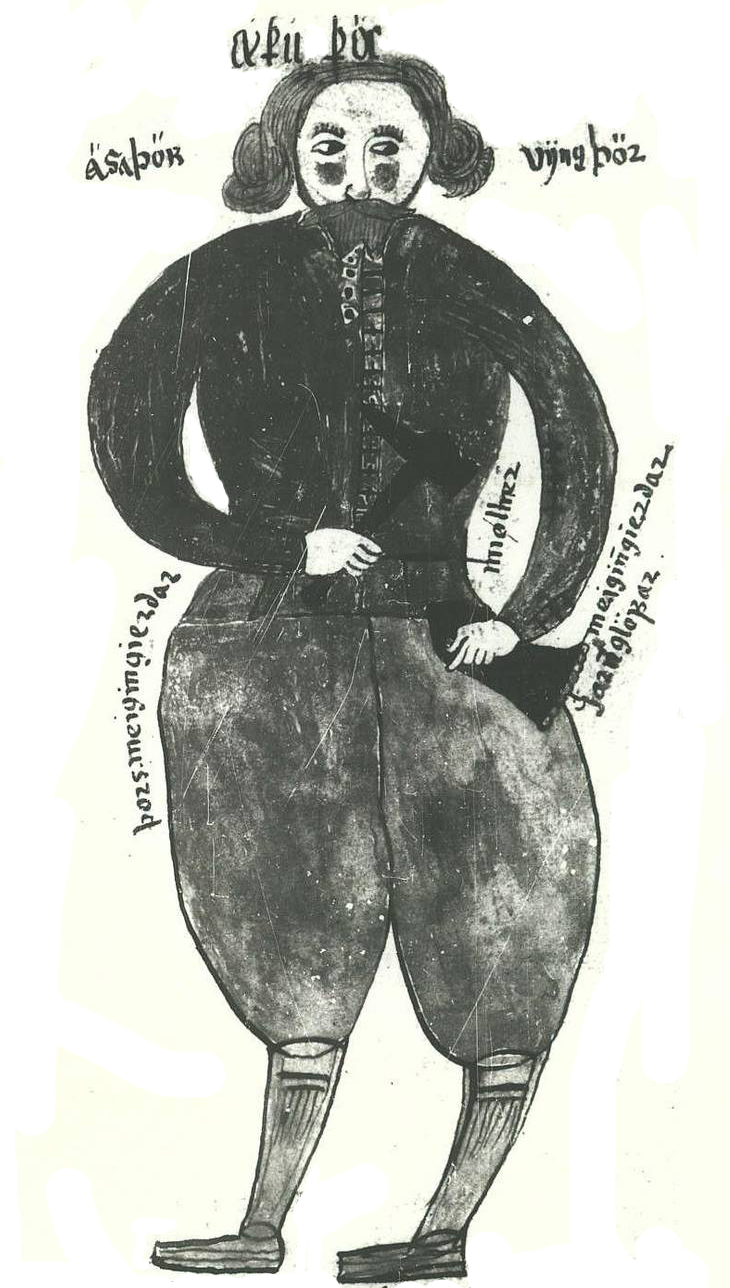
Thor uit een manuscript uit IJsland, 1680

## Thor in de Proloog van de Proza-Edda
In de Proloog van de Proza-Edda wordt Tror (Thor) genoemd als de zoon van Munon (Mennon) en Troan, de dochter van Priamus, de koning van Troje. Tror werd opgevoed in het pleeggezin van graaf Loricus en zijn vrouw Lora (Glora) in Thracië. Tror doodde zijn pleegouders in zijn jeugd en werd de heerser over Thracië, in de mythologie bekend als Trudheim. Tror reisde rond en ontmoette in het noorden zijn vrouw, de profetes Sibyl (Sif). Loridi was hun zoon en zestien generaties later werd van Friallaf (Fridleid) Voden (Odin) geboren, die van Turkije met de Aesir ('het volk uit Asia') naar het noorden reisde en in Saxland, Reidgotaland, Zweden en Noorwegen zijn zonen op de troon zette.

## Donderdag
Thor wordt door de Romeinen (interpretatio romana) gelijkgesteld met Hercules.
In de Middeleeuwen stelde men Thor (Donar) gelijk met de Romeinse god Jupiter. Daarom werd de dies Jovi (Latijn voor dag van Jupiter) in het Nederlands naar Donar donderdag.

## Oudsaksische doopgelofte
Donar is een van de goden die in het Nederland van de 8e eeuw door middel van de Oudsaksische doopgelofte moest worden afgezworen.
[…] end ec forsacho […] Thunaer ende Uuoden ende Saxnote ende allum them unholdum
[…] en ik verzaak […] Donar en Wodan en Saxnot en al de afgoden

## Thor in media en vernoemingen
Thor duikt net als andere goden regelmatig op in hedendaagse media:
- Thor speelde een hoofdrol in de film, A Legend Of Thor.
- Thor is een bekende superheld van de Marvel Comics, als lid van de Avengers. Het is ook een belangrijk personage in het Marvel Cinematic Universe in de films: Thor (2011), The Avengers (2012), Thor: The Dark World (2013) Avengers: Age of Ultron (2015), Thor: Ragnarok (2017), Avengers: Infinity War (2018), Avengers: Endgame (2019) en Thor: Love and Thunder (2022).
- Thor was een zeer geavanceerd buitenaards wezen in de tv-serie Stargate SG-1 die het Stargate-team zou kunnen helpen aan een wapen tegen de Goa'uld.
- Thor speelt een hoofdrol in "The Long Dark Teatime of the Soul" door Douglas Adams.

- Thor is de naam van de elektrotechnische studievereniging van de technische universiteit Eindhoven.
- Thor is de naam van een studentenhockeyclub in Leiden.
- Thorium is een chemisch element vernoemd naar Thor.
- Het runenteken donderbezem is te vinden in metselwerk van huizen, het gaat mogelijk terug tot Thor.